# Lampensockel

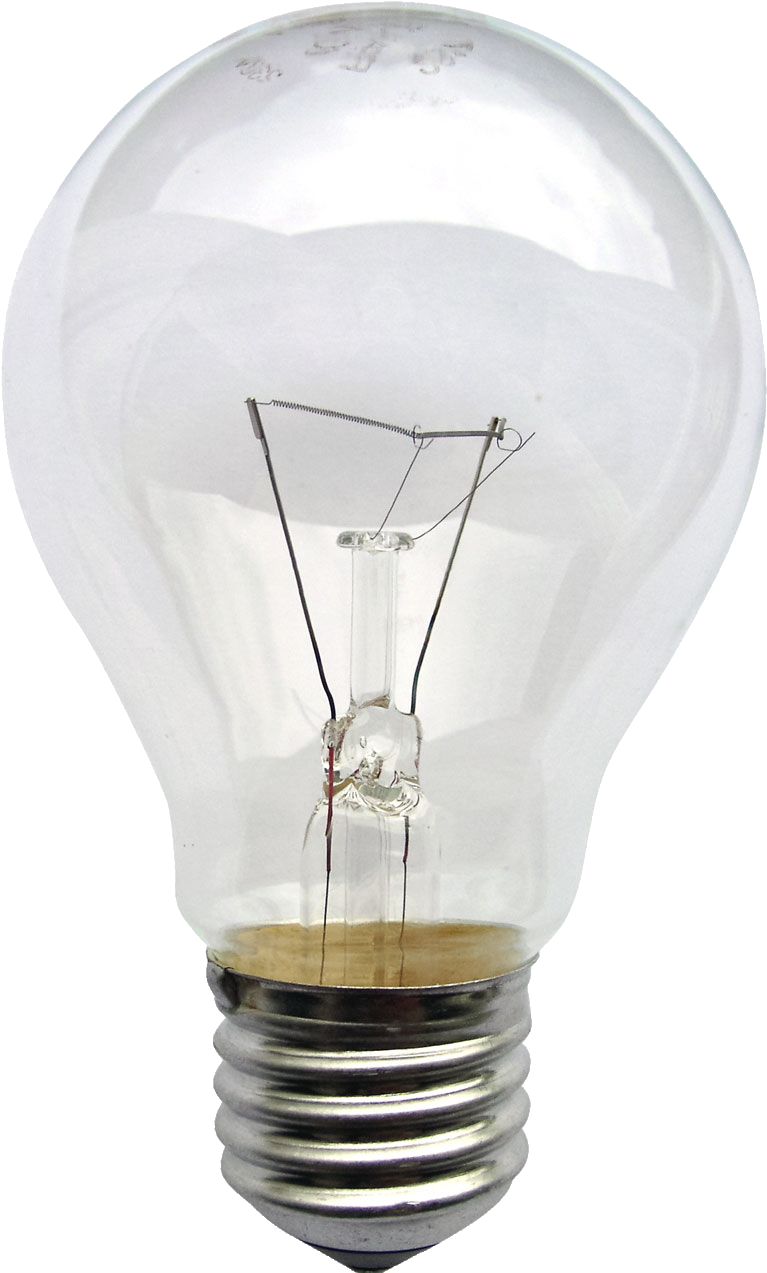
Glühlampe mit E27-Sockel (230 V, 60 W, 720 lm, Höhe etwa 110 mm), das E steht für Edisonsockel

Als Lampensockel wird der Teil einer Lampe (auch: Leuchtmittel) bezeichnet, der den mechanischen und elektrischen Kontakt zu einer Fassung herstellt.
Die Lampen-Fassung ist das Element, das in der Leuchte den Leuchtkörper (Lampe) fixiert.
Konventionelle Glüh- und Entladungslampen haben eine geringe Lebensdauer. Zum Austausch lassen sich die Leuchtkörper ohne Aufwand aus einer Fassung herausschrauben, -drehen oder -ziehen. Daneben sind in Spezialanwendungen auch sockellose Leuchtkörper mit freien Drahtenden gebräuchlich. Diese werden entweder direkt durch Löten oder Klemmen angeschlossen oder durch ein mechanisches Zusatzelement wie bei Lichterketten steckbar gestaltet.
Lampensockel bestehen traditionell aus Metall, Keramik oder Glas, bei modernen Leuchtstoff- und LED-Lampen auch aus Kunststoff. Je nach Leistung und Hitzeentwicklung des Leuchtmittels können auch die Fassungen aus Kunststoff bestehen. In der Vergangenheit kamen oft hitzebeständige Kunststoffe wie Bakelit zur Anwendung. Schwelbrandbeständige Fassungen werden auch heute noch aus Metall sowie im Keramikspritzguss-Verfahren gefertigt.

## Ersatz vonGlüh-Lampen durchLED-Lampen
Die Glühlampen-Sockelformen E14 und E27 sind für LED-Lampen und Kompaktleuchtstofflampen übernommen worden, sodass ein kompatibler Ersatz möglich ist. Vereinzelt ist auch ein kompatibler Tausch von Entladungslampen durch LED-Lampen möglich. Gasentladungslampen mit E27- und E40-Sockeln dürfen jedoch nicht in normale, für Glühlampen vorgesehene Leuchten eingeschraubt werden, weil diesen das Vorschalt- und Zündgerät fehlt. Auch im Handel befindliche 12-Volt-Kompaktleuchtstofflampen mit E27-Sockel werden bei Betrieb an 230 V zerstört.
Vergleichskriterium beim Austausch der Lampen ist der Lichtstrom (Einheit Lumen, lm) der Lampe für sphärisch oder zylindrisch radial abstrahlende Typen beziehungsweise die Beleuchtungsstärke (Einheit Lux, lx=lm/m2) für ausschließlich einseitig axial abstrahlende Typen als Maß für die Beleuchtung einer Fläche.
Für verschiedene Sockelformen (siehe unten) sind auch Adapter erhältlich, auf diese Weise können zum Beispiel in Leuchten mit Bajonettfassungen Leuchtmittel/Lampen mit Edisonsockel eingesetzt werden. Auch E14/E27-Gewindeadapter waren früher gebräuchlich. Früher verbreitete Adapter von E27 (Bild unten) auf zweipolige Steckkontakte (Steckdosenverteiler ohne Schutzkontakt) sind heute nicht mehr zulässig, weil der Schutzkontakt, die Berührungssicherheit (fehlender Schutzkragen) und die Strombelastbarkeit nicht gegeben sind.

## Schraubgewinde (Edisonsockel)
Die Form und die Bezeichnung des in Europa üblichen Edisongewindes als Sockel für Glühlampen geht auf Thomas Alva Edison zurück (Patent US251554A Electric lamp and socket or holder), der grobe Gewindegänge mit runden Flanken entwickelte, die sich mit einfachsten Mitteln in den Blechsockel von Glühlampen und Sicherungen schrauben lassen.
Das Edisongewinde wird heute auch als Elektrogewinde oder Glühlampengewinde bezeichnet. Die Abmessungen sind nach IEC 60061:2014 und in der DIN 40400 genormt. Die elektrischen und mechanischen Prüfkriterien sind in IEC 60238:1998 aufgelistet. Übliche Edisongewinde nach DIN 40400 sind in der nachfolgenden Tabelle angegeben.
| Gewinde- kennung | englische Bezeichnung (Abkürzung)                | Außen-Ø Außengewinde | Kernloch-Ø Innengewinde | Steigung (in mm)                    | Verwendung |
| ---------------- | ------------------------------------------------ | -------------------- | ----------------------- | ----------------------------------- | --- |
| E5 (E5,5)        | Lilliput Edison Screw (LES), Midget Screw        | 5,23–5,33            | 4,83–4,93               | 1,00                                | Kleinsignallampen und Lämpchen im Modellbau (Kleinspannung, umgangssprachlich Niedervolt) |
| E10              | Miniature Edison Screw (MES)                     | 9,27–9,53            | 8,57–8,76               | 1,814 (= 14 threads per inch (tpi)) | Taschenlampen und Signallampen (Kleinspannung), Fahrradlampen (Rücklicht), Skalenlampen in Röhrenempfängern und Glimmlampen (230 V) |
| EP10             |                                                  | 9,36–9,53            | 8,59–8,76               | 1,814 (= 14 threads per inch (tpi)) | E10 mit Referenzebene; Fahrradscheinwerfer (Vorderlicht, 2,4 Watt, mäßig fokussierbar), Blinkleuchten (Pannenabsicherung von LKW, §53a), Motorradstandlicht |
| EY10             |                                                  | 9,27–9,53            | 8,57–8,76               | 1,814 (= 14 threads per inch (tpi)) | Schraubbare Halogen-Fahrradglühlampe (Vorderlicht, 2,4 Watt) |
| EZ10             |                                                  | 9,27–9,53            | 8,57–8,76               | 1,814 (= 14 threads per inch (tpi)) | Halogenlampen mit temperaturfestem Keramikisolator (Kleinspannung, bis 6,5 Ampere, bis 75 Watt) |
| E11              | mini-Candelabra                                  | 10,54–10,80          | 9,84–9,99               | 1,814 (14 tpi)                      | |
| E12              | Candelabra Edison Screw (CES), Chandelier Socket | 11,56–11,81          | 10,67–10,82             | 2,54 (10 tpi)                       | 110- bis 130-Volt-Lampen: Kronleuchter, Nachtlichter; 110 bis 230 V: Notleuchten für Notausgänge |
| E14              |                                                  | 13,6–13,89           | 12,37–12,56             | 2,822 (9 tpi)                       | auch Mignon-Fassung; neben der „großen“ E27-Fassung sehr gebräuchlich; 230-V-LED-/Glühlampen bis 40 (selten 60) W, auch mit kerzenförmigem, länglichem Glaskolben z. B. für flache Leuchten, Kronleuchter, Kühlschrank, Backofen, Mikrowelle, Nähmaschine. Schraubsicherungen D01 (Neozed, 2 bis 16 A) |
| E16              |                                                  | 16,0                 | 14,7                    | 2,50                                | Schraubsicherungen: NDz (DI, 2 bis 25 A) und DL (2 bis 20 A) |
| E17              | Intermediate Edison Screw (IES)                  | 16,28–16,64          | 15,32–15,49             | 2,822 (9 tpi)                       | Für 110 bis 130 Volt Betriebsspannung; Lampen |
| E18              | Small Edison Screw (SES)                         | 18,0                 |                         | 3,00                                | Schraubsicherungen D02 (Neozed, 20 bis 63 A) |
| E26              | (Medium) Edison Screw (ES)                       | 26,05–26,41          | 24,80–25,07             | 3,629 (7 tpi)                       | Für 110 bis 130 Volt, in manchen Fällen auch für 250 Volt Betriebsspannung. Einige moderne LED-Lampen akzeptieren eine beliebige Spannung zwischen 90 und 240 Volt. Lampen mit E26-Sockel lassen sich in der Regel in E27-Fassungen einschrauben, jedoch ist der Sockel mit knapp 20 statt 22 mm Länge etwas kürzer und der Isolierkörper zwischen Fußkontakt und Gewindeansatz ist nur 3,5 statt 5 mm hoch. |
| E26D             | Three Contact Medium Screw                       | 26,05–26,41          | 24,80–25,07             | 3,629 (7 tpi)                       | bis 250 V Nennspannung. Sockel mit drei Anschlüssen für zwei unabhängig voneinander schaltbare, verschieden helle Lichterzeuger in sogenannten „3-Way“-Lampen mit drei Helligkeitsstufen. Über Schalter mit vier Schaltstellungen können die Glühwendel oder LED-Gruppen einzeln oder zusammen eingeschaltet werden.                                                                                         |
| E27              | (Medium) Edison Screw (ES)                       | 26,05–26,45          | 24,36–24,66             | 3,629 (7 tpi)                       | Bislang gebräuchlichste Fassung für Standard-LED-/Glühlampen sowie Gasentladungslampen zur Außenbeleuchtung; aus Duroplast bis 60 W, keramisch bis 200 Watt. E27-Lampen passen in der Regel in E26-Fassungen. Schraubsicherungen DII (Diazed, 2 bis 25 A) |
| E33              |                                                  | 33,0                 | 30,8                    | 4,23 (6 tpi)                        | Schraubsicherungen DIII (Diazed, 35 bis 63 A) |
| E39              | Giant Edison Screw (GES), Mogul Screw (MS)       | 39,04–39,56          | 37,12–37,52             | 6,350 (4 tpi)                       | Für 110 bis 130 Volt Betriebsspannung; Lampen mit diesem Sockel passen nicht unbedingt in E40-Fassungen. |
| E39D             | Three Contact Mogul Screw                        | 39,04–39,56          | 37,12–37,52             | 6,350 (4 tpi)                       | bis 250 V Nennspannung. Drei Anschlüsse für zwei unabhängige Lichtemitter in sogenannten „3-Way“-Lampen; über einen 4-Positionen-Schalter im Sockel oder extern verdrahtet konnten die Glühwendel einzeln oder zusammen eingeschaltet werden. |
| E40              | Giant Edison Screw (GES)                         | 39,05–39,50          | 36,00–36,45             | 6,350 (4 tpi)                       | Glüh- und Gasentladungslampen mit mehr als 200 W Leistungsaufnahme, beispielsweise in Straßenlaternen und (älteren) Theater- und Filmscheinwerfern; auch als "Goliath"-Gewinde bezeichnet Schraubsicherungen DIV (Diazed, 80 und 100 A), alte Bauform („Grobgewinde“, später mit Rohrgewinde G 1 ⁄4″) |

Der Außenkontakt der Lampenfassung kann sehr leicht berührt werden, daher soll dieser bei fest installierten Lampenfassungen mit dem Neutralleiter verbunden sein. Der tiefer sitzende Fußkontakt wird mit dem Außenleiter bzw. der Phase verbunden. Da diese Polung nicht immer eingehalten wird, kann man sich nicht darauf verlassen, dass der Außenkontakt keine Spannung führt. Bei transportablen Leuchten, die über Euro- oder in Deutschland und Österreich übliche Schukostecker angeschlossen werden, kann grundsätzlich keine genaue Aussage über die Polung der Lampenfassung gemacht werden, da die Stecker durch ihre Bauform nicht verpolungssicher sind. Das Schweizer Steckersystem SEV 1011 ist dagegen verpolungssicher (sofern Stecker mit Schutzleiter verwendet werden), bei diesem ist darauf zu achten, dass sich der Außenleiter am schwer zu berührenden Fußkontakt der Lampenfassung befindet (z. B. Ständerlampen nach Schutzklasse I). Das Berühren des Sockelkontakts bei eingeschraubter Lampe wird in der Regel durch einen über das Ende der Fassung hinausreichenden Isolierstoffkragen verhindert.
Der Edisonsockel war auch für die früher üblichen Halterungen von Schraubsicherungen in der Netzspannungsverteilung üblich (E14, E16, E18, E21 (Schweiz), E27, E33, E40 und E57).

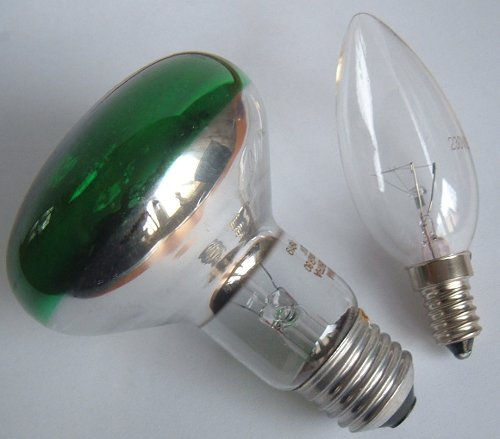
230-V-Glühlampen E27 und E14 (60 W und 25 W)
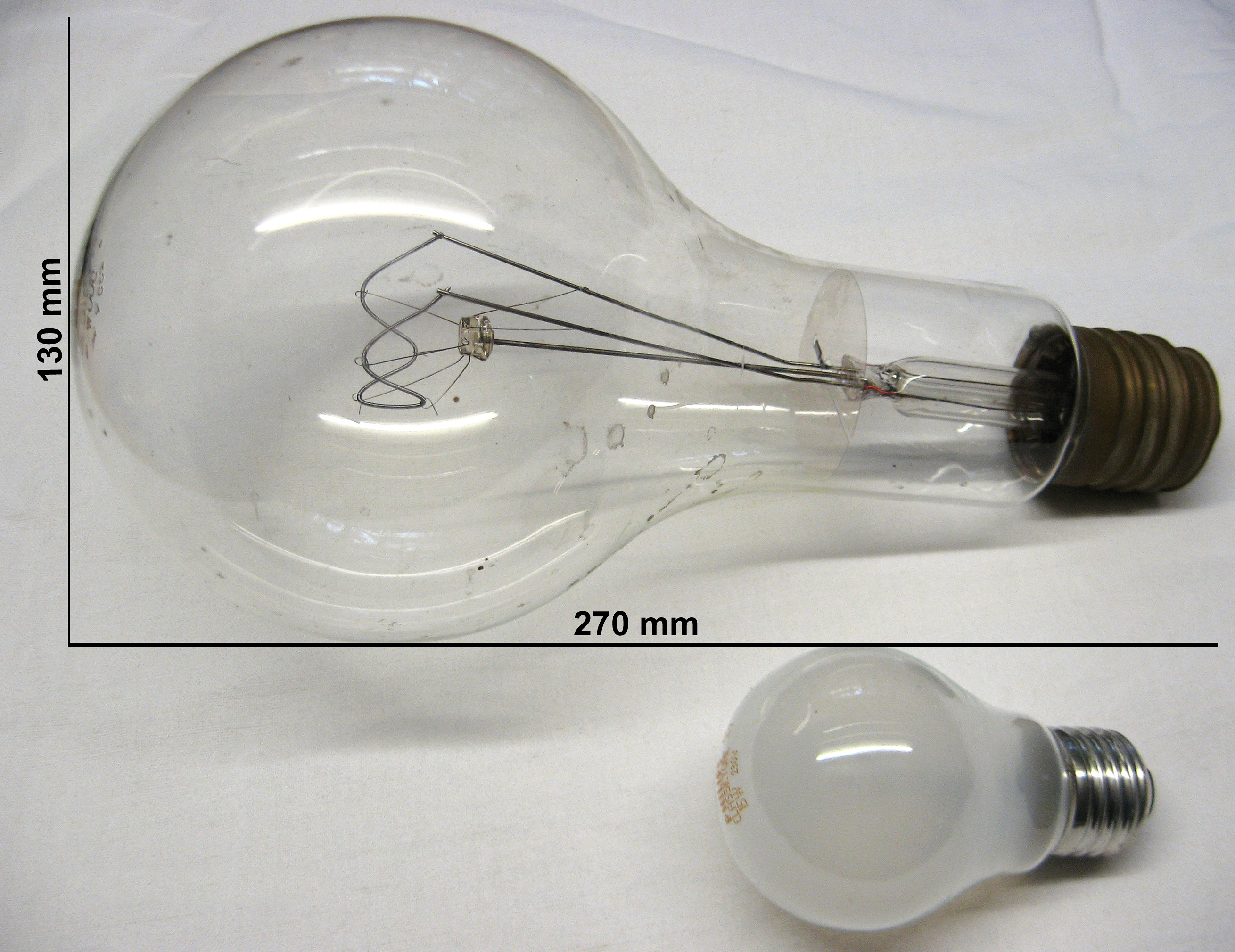
230-V-Glühlampen E40 und E27 (500 W und 15 W)
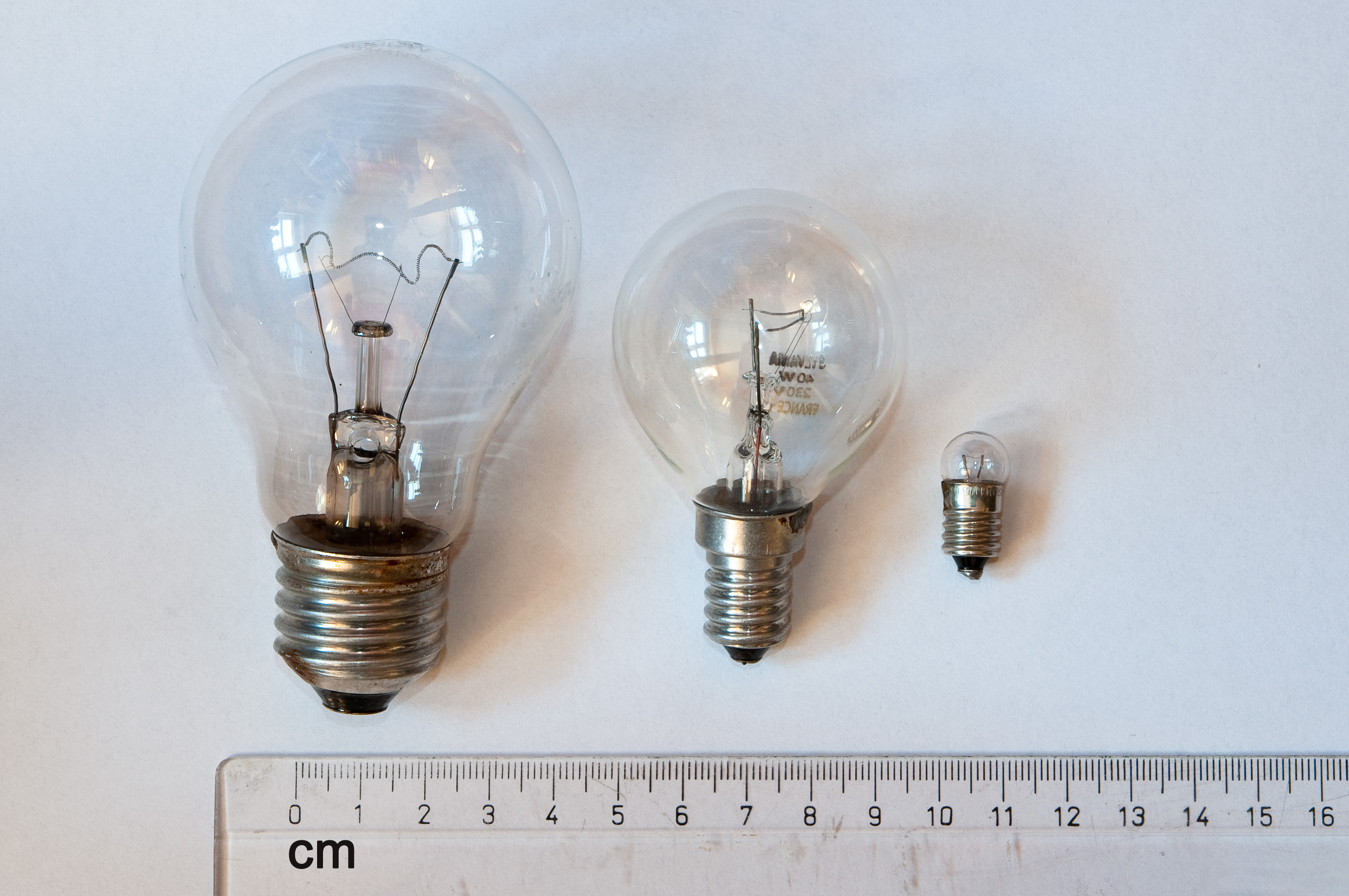
(von links) 230-V-Glühlampen E27, E14 (60 W und 40 W) und 6-V-Glühlampe E10 (0,6 W)
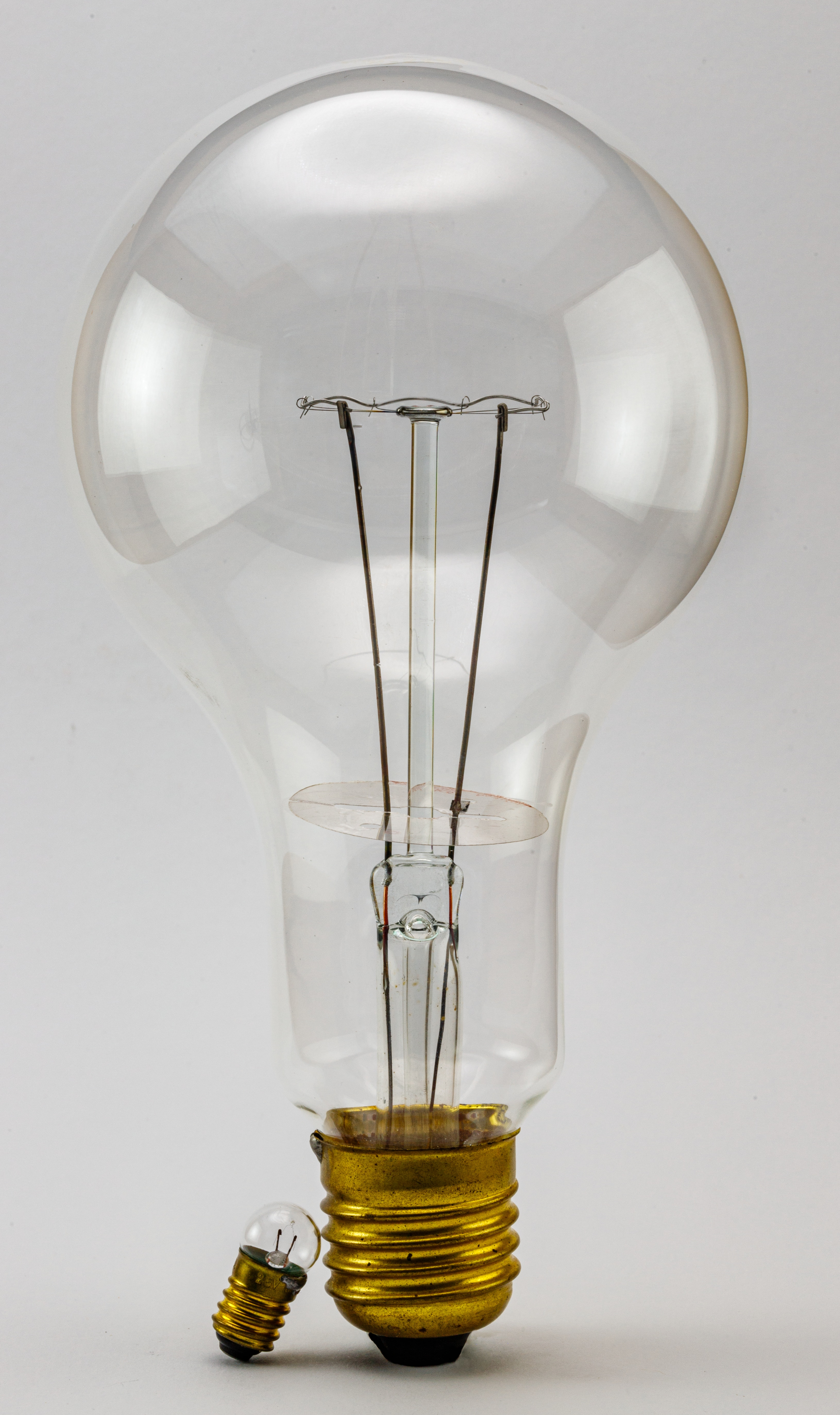
E27 (230 V / 200 W) und E10 (2,5 V / 0,5 W)
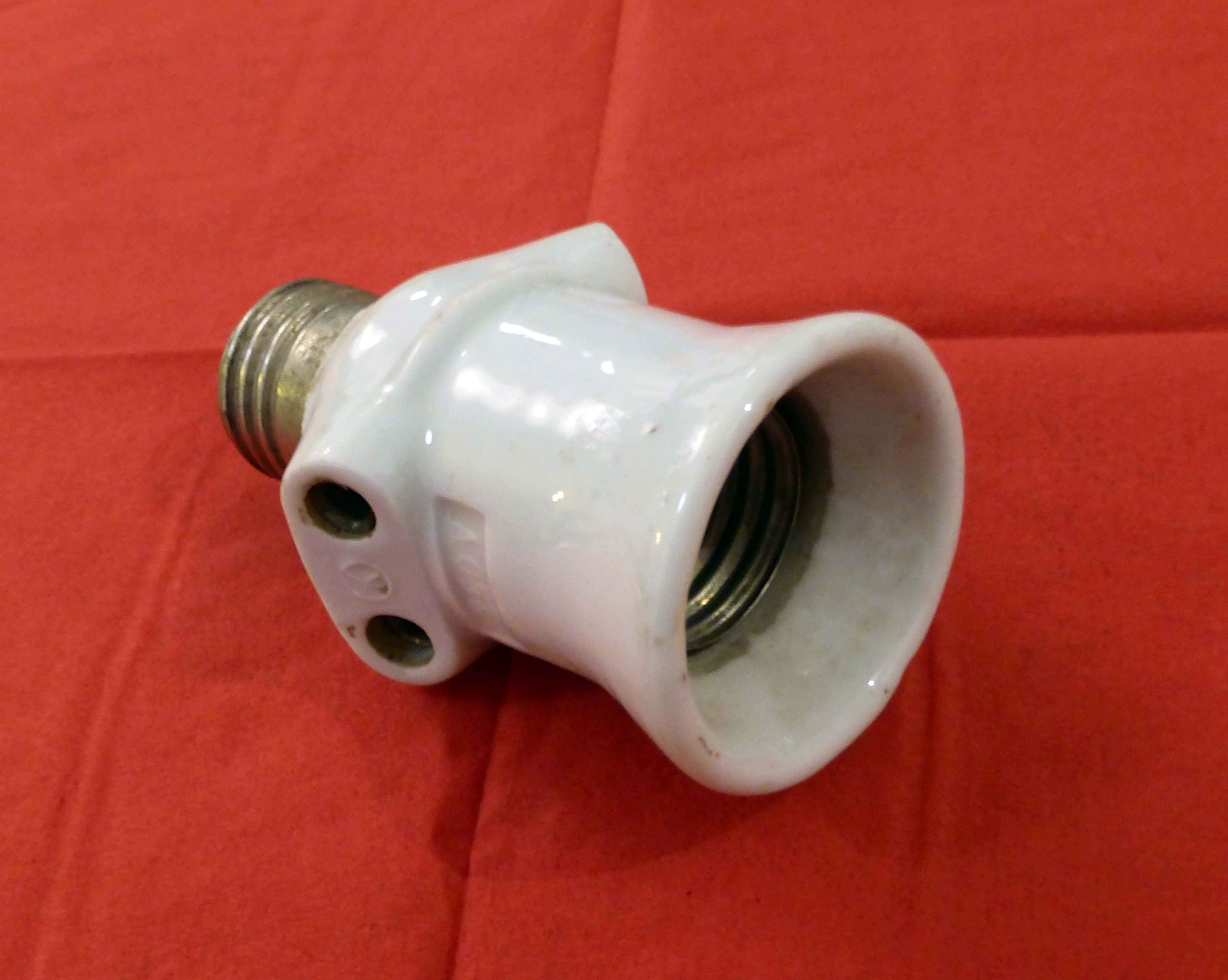
Fassungsadapter E27 mit Steckerkontakten, sog. „Stromdieb“ (darf heute in den meisten Ländern nicht mehr verkauft werden)

## Linienlampen
Hülsensockel der Typen S14s oder S14d werden für Linienlampen verwendet. Zu den bisher verwendeten Glühlampen gibt es kompatible Austauschtypen mit LED-Bestückung.

## Sockel für Leuchtstofflampen

### Grundsätzliches
Leuchtstofflampen müssen über eine Strombegrenzung an die Netzspannung angeschlossen werden. Dazu verwendete Vorschaltgeräte liefern die Zündspannung, heizen die Kathodenwendeln vor und begrenzen dann den Strom der gezündeten Lampe.

### Kompaktleuchtstoffröhren
Kompaktleuchtstofflampen mit im Sockel eingebautem elektronischen oder (früher) konventionellen Vorschaltgerät weisen wie Glühlampen meist einen Edison-Schraubsockel auf (E14 und E27). Sie können direkt an der Netzspannung (120 oder 230 V Wechselspannung) betrieben werden. Es gibt jedoch auch Typen für 12 V Gleichspannung mit E27-Gewinde, die keinesfalls in Netzspannung führende Leuchten eingeschraubt werden dürfen.
In Großbritannien, Irland, Australien, Neuseeland, Indien, Sri Lanka, den USA, teilweise auch in Frankreich, China, Mittlerem Osten und Afrika sind auch Bajonettsockel (B15d und B22d) gebräuchlich.
Um die Verwendung von energiesparenden Leuchtmitteln sicherzustellen, schreibt die California Energy Commission – Title 24 seit 2008 in Kalifornien für Neubauten und Renovierungen GU24-Sockel anstatt Edison-Sockel vor. Die Lampen mit GU24-Sockel unterliegen zusätzlich Grenzwerten für das Lichtflimmern. Vorteilhaft bei der Verwendung von GU24-Sockeln sind die Berührungssicherheit der Kontakte beim Lampenwechsel und die kürzere Bauform durch Wegfall des Gewindeteils. Als Nachteil gelten das je nach Fassung etwas erschwerte Einführen.

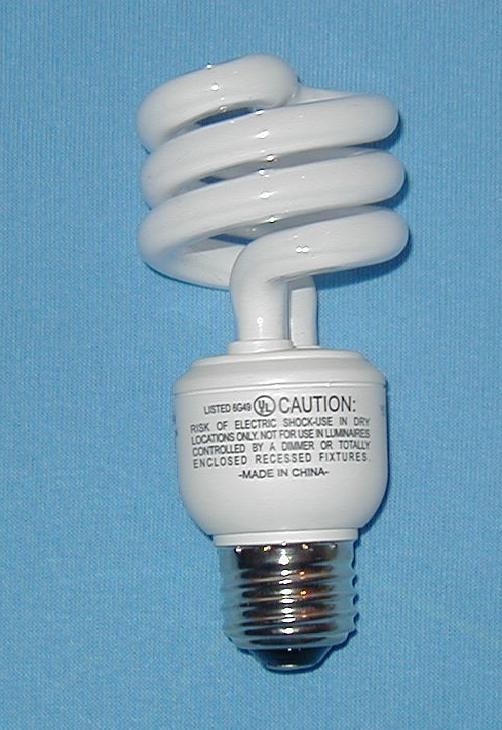
Kompakt-Leuchtstofflampe mit E27-Sockel
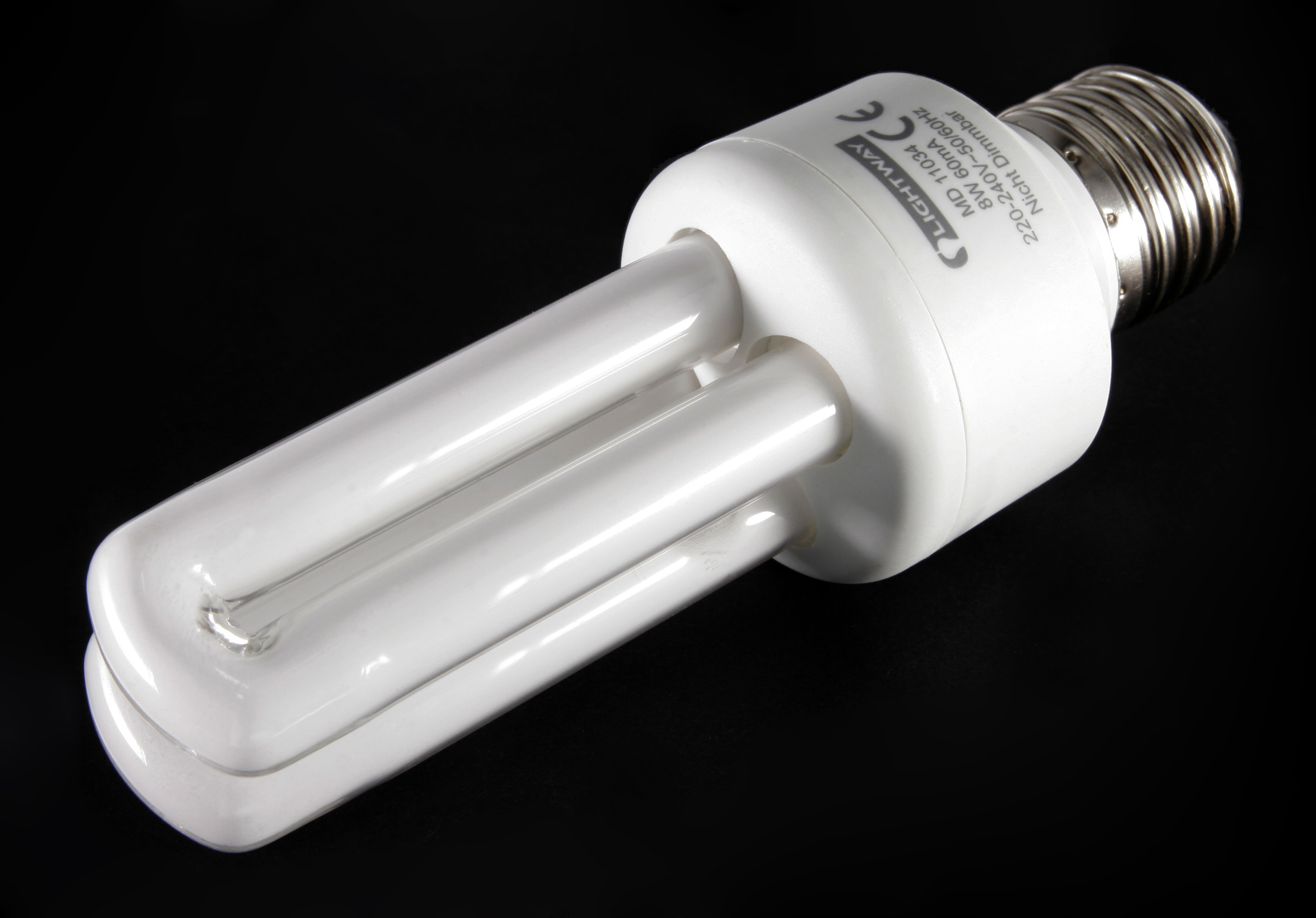
Kompakt-Leuchtstofflampe mit E27-Sockel, 8 Watt, andere Bauform
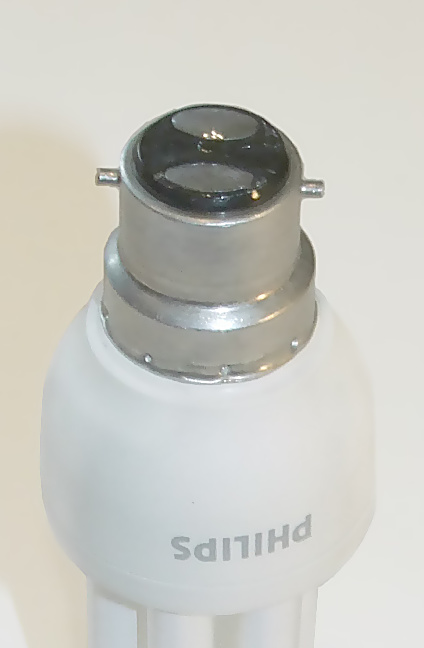
Bajonettsockel (BC / B22 / B22d) mit 22 mm Durchmesser
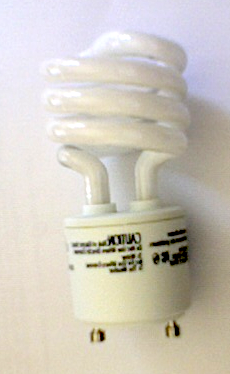
Kalifornischer GU24-Sockel

### Stecksockel (G) und Hülsensockel (S)
Die Stecksockeltypen, deren Bezeichnung mit „G“ beginnt, wurden ursprünglich für Kompaktleuchtstofflampen mit in das Leuchtmittel integriertem Starter entwickelt. Mittlerweile gibt es jedoch auch LED-Leuchtmittel mit diesem Sockeltyp. Die Stromzuführung bei diesen Sockeltypen erfolgt über zwei aus dem Leuchtmittel herausragende Stifte. Zwischen den beiden Kontakten am Sockel befindet sich ein länglicher, quaderförmiger Block aus Kunststoff, der bei Kompaktleuchtstofflampen den Starter (Glimmzünder mit Entstörkondensator) enthält. Der Starter wird bei jedem Wechsel mit ausgetauscht. Bei Kompaktleuchtstofflampen benötigt die Leuchte, in die dieses Leuchtmittel eingesteckt wird, für den Betrieb ein konventionelles Vorschaltgerät (eine 50-Hz-Drosselspule), bei LED-Leuchtmitteln kann dieses entfallen. Untaugliche Elektronische Vorschaltgeräte (EVG) können bei diesen Lampen zu Startproblemen führen.
Stecksockel für Kompaktleuchtstoffröhren ohne in das Leuchtmittel integrierten Starter verfügen ebenso wie die traditionellen Leuchtstoffröhren über vier Stifte für die Heizdraht- beziehungsweise Kathodenanschlüsse. Der Sockel ist dadurch relativ kurz und daher kompakt. Die für diese Lampen geeigneten Leuchten sind mit elektronischen oder konventionellen Vorschaltgeräten ausgestattet.
| Typ      | IEC-Norm               | Stift-Abstand (in mm) | Stift-Anzahl | alternative Bezeichnung | Anmerkung |
| -------- | ---------------------- | --------------------- | ------------ | ----------------------- | --- |
| G23      | IEC 60061-1 7004-69    | 23                    | 2            | S                       | meist 5, 7, 9 oder 11 Watt                                                                                             |
| GX23     | IEC 60061-1 7004-86    | 23                    | 2            |                         | |
| G24d     |                        | 24                    | 2            | D                       | Varianten: -1 (13 Watt), -2 (18 Watt), -3 (26 Watt) 1                                                                  |
| G24q     |                        | 24                    | 4            |                         | Varianten: -1 (13 Watt), -2 (18 Watt), -3 (26 Watt) 1                                                                  |
| GX24d    |                        | 24                    | 2            | T PLUS                  | |
| GX24q    |                        | 24                    | 4            | T/E PLUS                | |
| 2G11     | IEC 60061-1 7004-82    | 11                    | 4            | L                       | |
| 2G7      | IEC 60061-1 7004-102   | 7                     | 4            | S/E                     | |
| 2GX7     | IEC 60061-1 7004-103   | 7                     | 4            |                         | |
| 2G10     | IEC 60061-1 7004-118   | 10                    | 4            | F                       | |
| GR8      | IEC 60061-1 7004-68    | 8                     | 2            |                         | |
| GR10q    | IEC 60061-1 7004-77    | 10                    | 4            |                         | |
| GRY10q-3 |                        | 10                    | 4            |                         | |
| GRZ10d   | IEC 60061-2 7004-131   | 10                    | 2            |                         | |
| GRZ10t   | IEC 60061-2 7004-132   | 10                    |              |                         | |
| GR14q-1  |                        |                       | 4            | T/E HE                  | |
| GX53     | IEC 60061-1 7004-142   | 53                    | 2            |                         | Drehverriegelung, für dosenförmige Kompaktleuchtstofflampen ohne Vorschaltgerät und LED-Leuchtmittel, seit den 2000ern |
| G10q     | IEC 60400              | 6,35 und 7,92         | 4            |                         | Ringform |
| 2GX13    | IEC 60061-1 7004-125-1 | 13                    | 4            |                         | Ringform |
| S14s     | IEC 7004-112           | 44 od. 94             | 2            |                         | Hülsensockel für Linienlampen                                                                                          |
| S14d     | IEC 7004-112           |                       | 1            |                         | Hülsensockel für Linienlampen                                                                                          |

Bei kreisringförmigen Leuchtstoffröhren schließt deren Sockel den Ring, der seitlich mit Stiften in eine Fassung zu stecken ist.

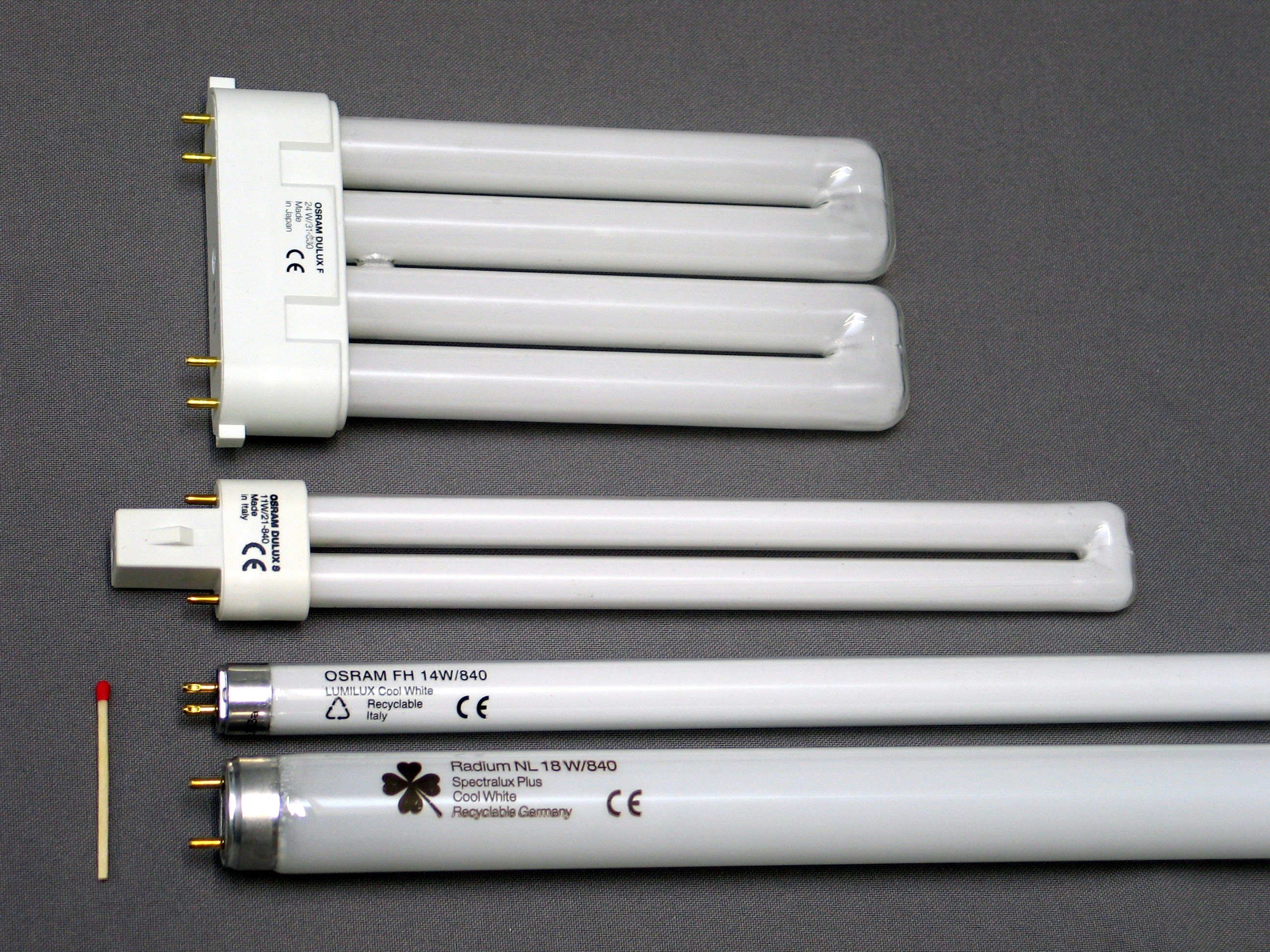
Von oben: 4-Stift-Stecksockel 2G10, 2-Stift-Stecksockel G23. Unten: Zweierlei Typen Röhrensockel
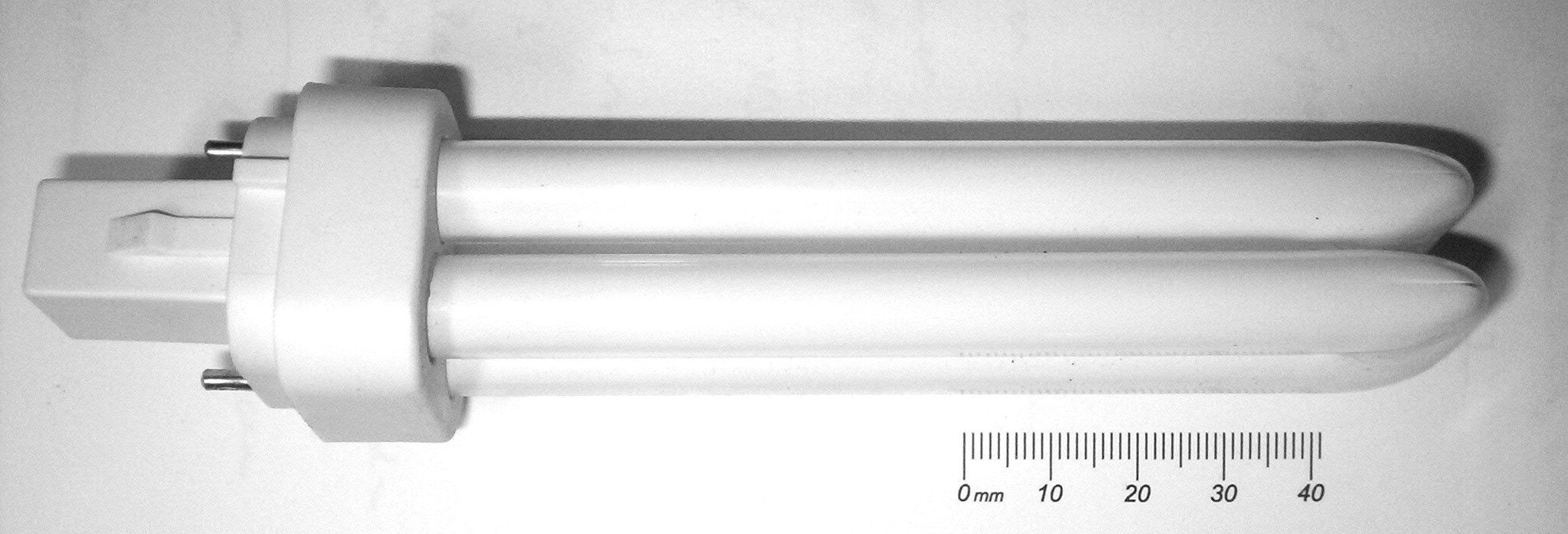
Kompaktleuchtstofflampe 2-pol. mit Stecksockel G24d-2 mit integriertem Starter zum Betrieb an einem externen Vorschaltgerät
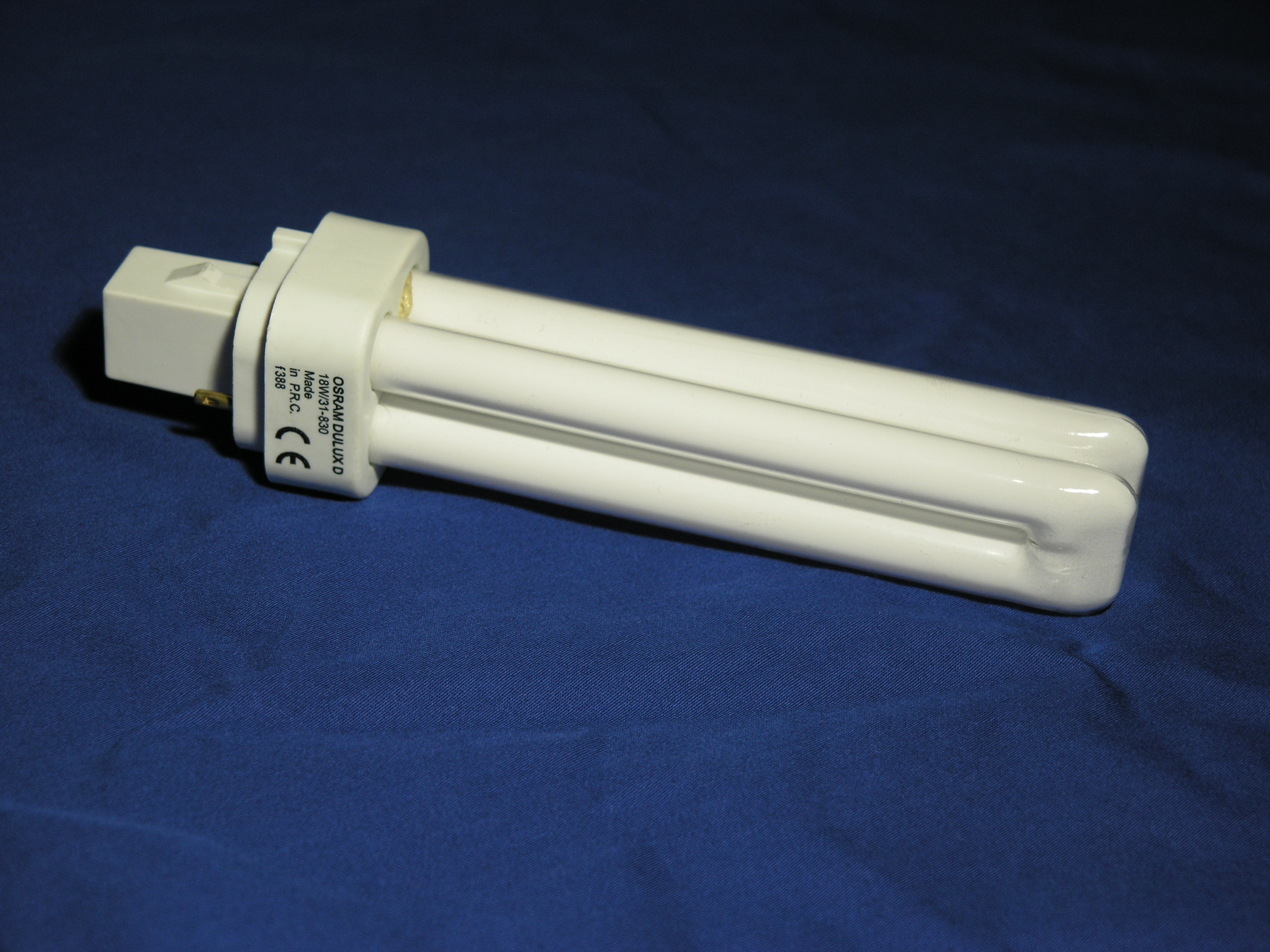
Kompaktleuchtstofflampe 2-pol mit Stecksockel G24d-2
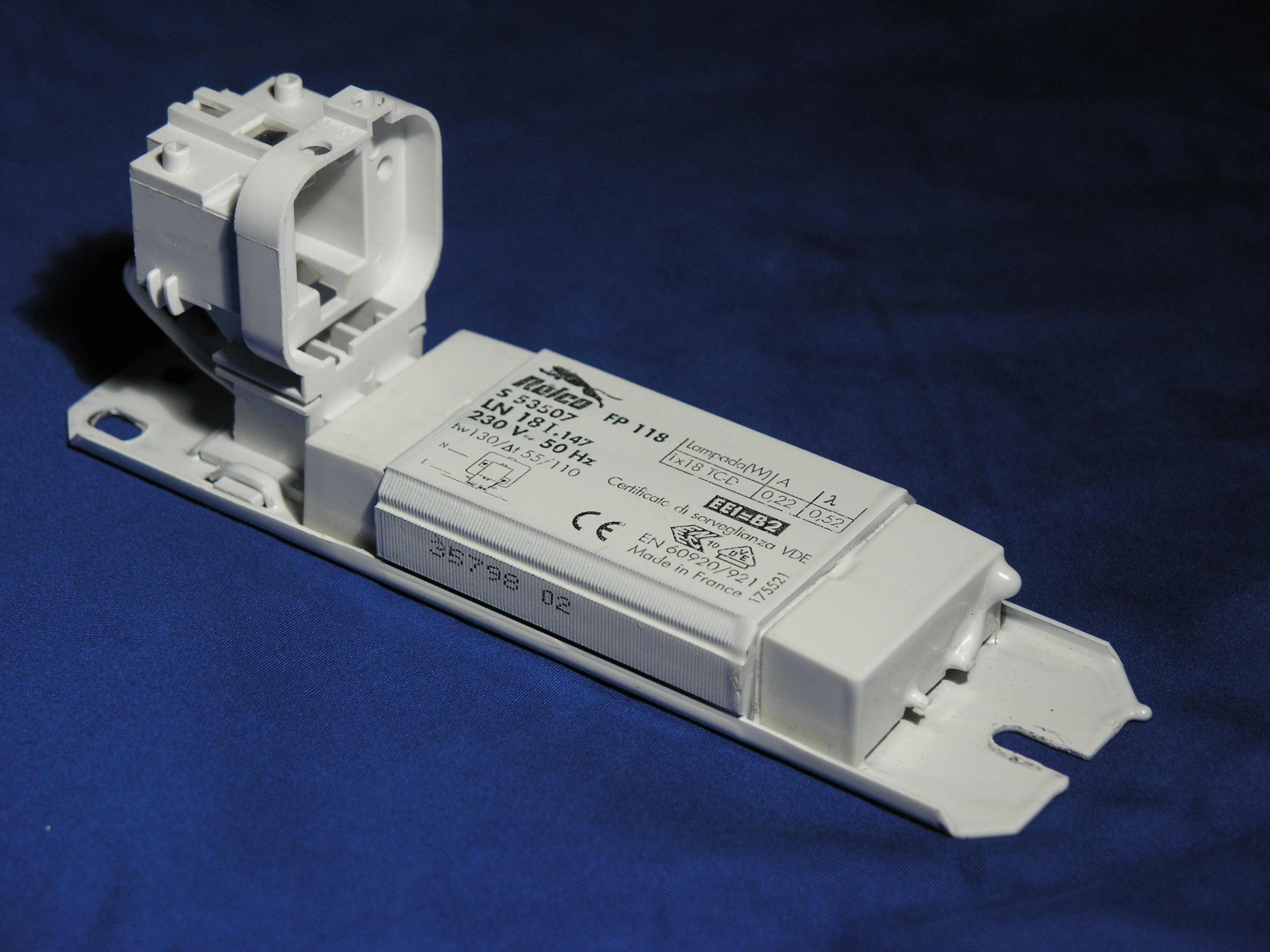
Konventionelles Vorschaltgerät mit 2-Stift-Stecksockel G24d-2
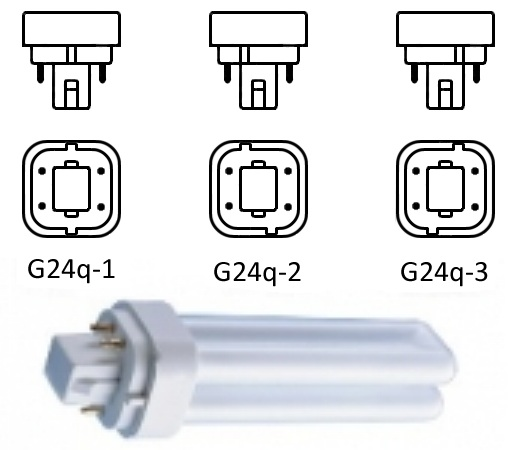
Varianten 4-pol. Stecksockel G24q
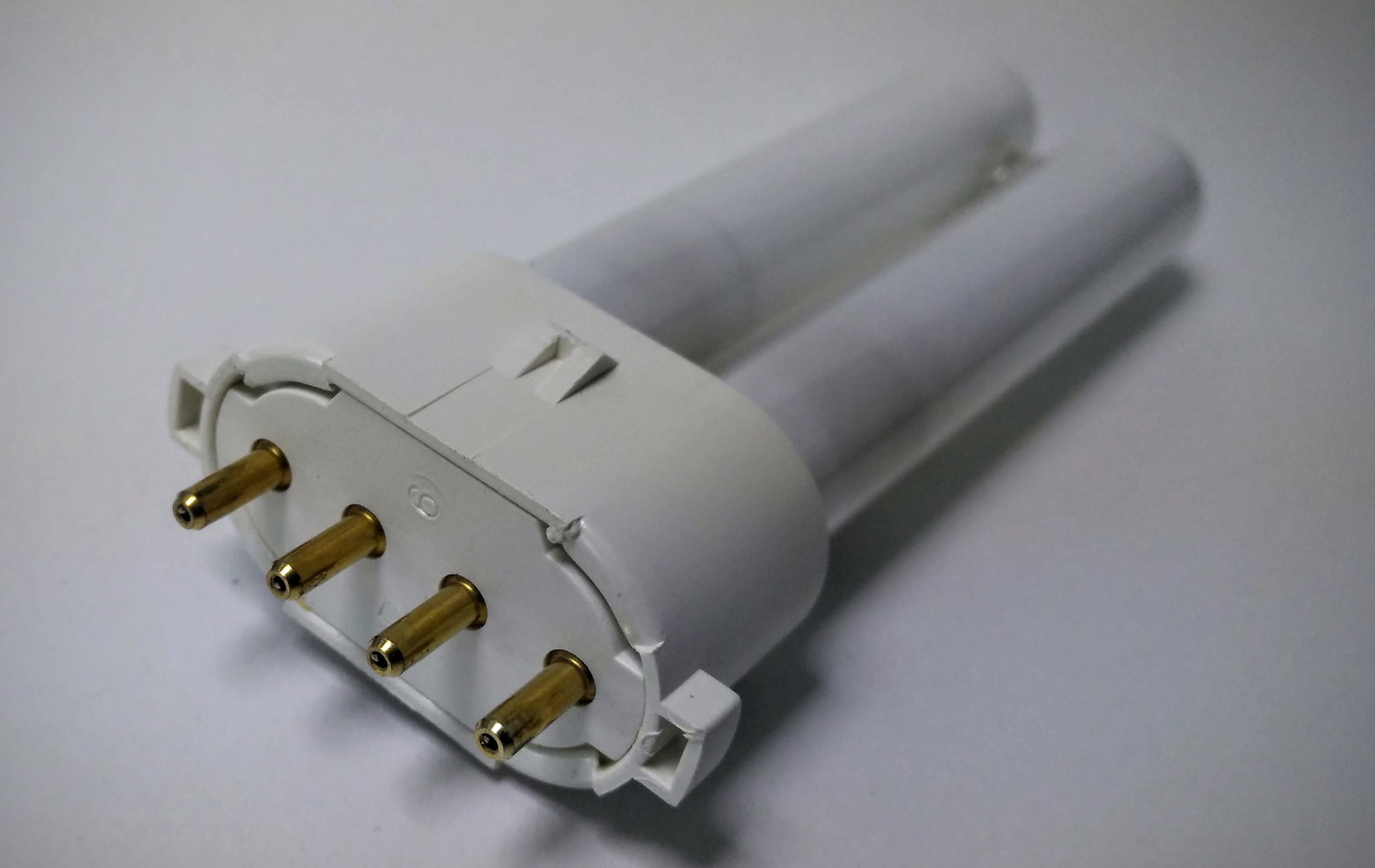
4-Stift-Stecksockel 2G7
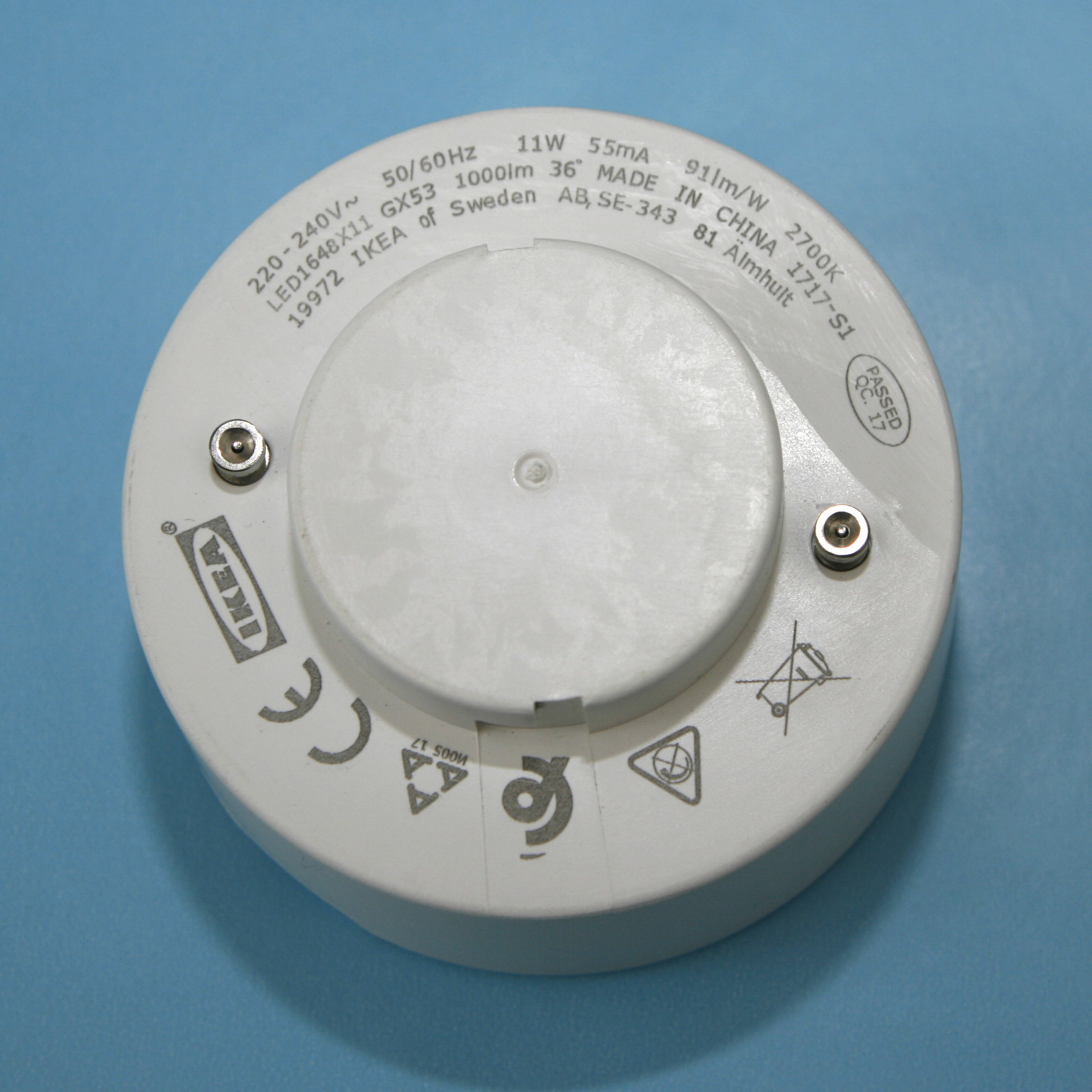
Sockel GX53 an einer LED-Lampe

### Leuchtstoffröhren-Sockel

#### Überblick
Der Röhrendurchmesser von Leuchtstofflampen ist in DIN EN 60061:2012-07 standardisiert. Die Zahl nach dem Buchstaben „T“ (für „tube“, engl. Röhre) steht dabei für den Durchmesser in Achtel Zoll (⅛⋅25,4 mm = 3,175 mm). Eine T5-Röhre hat einen Durchmesser von ⅝ Zoll, das entspricht etwa 16 mm. Die Stiftabstände der Sockel an beiden Enden der geraden Bauformen sind ebenfalls genormt. Für unterschiedliche Röhrendurchmesser kommen zum Teil identische Sockel zum Einsatz, wodurch T8-Lampen in die Fassungen der älteren T12-Lampen passen und diese ersetzen können. Die Entwicklung begann mit T12-Lampen und geht hin zu schlankeren Lampen, die mit weniger Material entsprechend weniger Volumen bei Transport, Lagerung und Einbau benötigen und eine höhere Lichtausbeute pro Watt erzielen. Üblich sind heute T8 und T5 (jeweils in zwei Varianten: hoher Lichtstrom oder hohe Effizienz) sowie T4 in schmalen Lichtleisten, wie es für Regale üblich ist.
Die Lampen werden meist durch axiales Drehen in eine beliebige Richtung elektrisch getrennt. An manchen Sockeln sind kleine Markierungen eingeprägt, deren Lage gegenüber dem äußeren Schlitz der Fassung „Lampe frei“ signalisiert. In den größeren Fassungen G13 dreht dabei jedes rotierende Stiftepaar eine geschlitzte Scheibe etwa 90° mit. Auch lässt sich die Position „frei“ per Hand finden. Lange Lampen, die nach unten oder zur Seite entnommen werden sollen, sind beidhändig zu führen. Dabei zerbrechen die Lampen bereits bei mäßiger Seitenkraft auf die Röhrenmitte. Die kleinere Fassung G5 weist einen „Y“-förmigen Schlitz auf. Ab etwa 60° Drehung lässt sich das Stiftepaar aus dem „Y“ fädeln. Manche Fassung ist auch gegen Federkraft axial von einem Röhrenende wegzuklappen oder aus einer Rastposition wegzuziehen. In Werbedisplays werden Lampen oft von Kunststoffclips oder Drahtfederbügeln gehalten, lose verdrahtete Steckfassungen halten nur mit der Federkraft der Kontakte. All diese Fassungen haben Löcher für die Stifte und benötigen axial etwas Bewegungsraum.

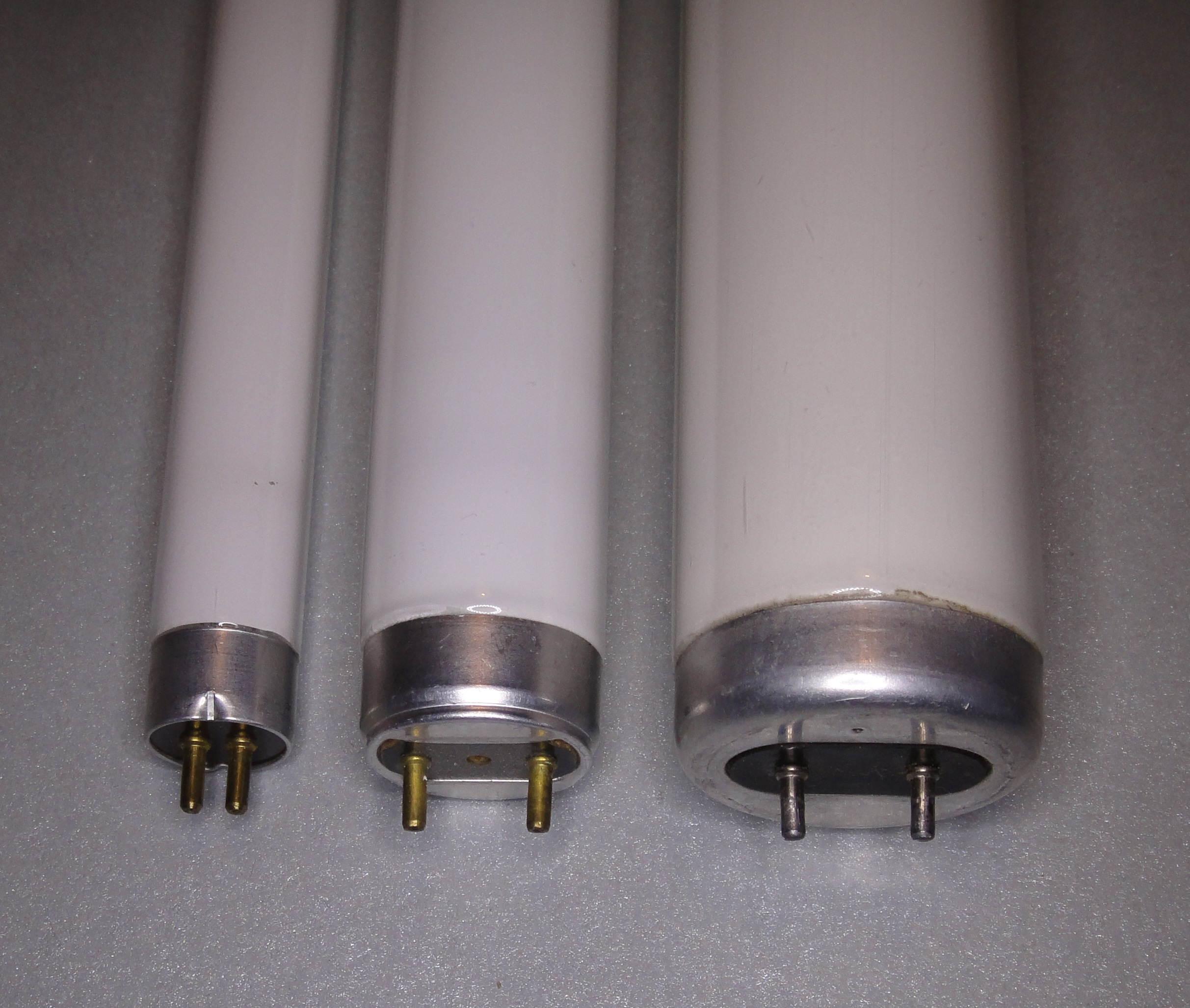
Von links: Sockel G5 (Typ T5), Sockel G13 (Typ T8), Sockel G13 (Typ T12)

| Sockel           | G5           | G5           | G5           | G5           | G5           | G5           | G5           | G5           | G5           | G5           | G5           | G5           | G5           | G5           | G13              | G13              | G13              | G13              | G13              | G13              | G13              | G13              |
| ---------------- | ------------ | ------------ | ------------ | ------------ | ------------ | ------------ | ------------ | ------------ | ------------ | ------------ | ------------ | ------------ | ------------ | ------------ | ---------------- | ---------------- | ---------------- | ---------------- | ---------------- | ---------------- | ---------------- | ---------------- |
| Stiftabstand     | 4,75 mm      | 4,75 mm      | 4,75 mm      | 4,75 mm      | 4,75 mm      | 4,75 mm      | 4,75 mm      | 4,75 mm      | 4,75 mm      | 4,75 mm      | 4,75 mm      | 4,75 mm      | 4,75 mm      | 4,75 mm      | 12,7 mm          | 12,7 mm          | 12,7 mm          | 12,7 mm          | 12,7 mm          | 12,7 mm          | 12,7 mm          | 12,7 mm          |
| Stiftdurchmesser | 2,29–2,67 mm | 2,29–2,67 mm | 2,29–2,67 mm | 2,29–2,67 mm | 2,29–2,67 mm | 2,29–2,67 mm | 2,29–2,67 mm | 2,29–2,67 mm | 2,29–2,67 mm | 2,29–2,67 mm | 2,29–2,67 mm | 2,29–2,67 mm | 2,29–2,67 mm | 2,29–2,67 mm | 2,35 mm          | 2,35 mm          | 2,35 mm          | 2,35 mm          | 2,35 mm          | 2,35 mm          | 2,35 mm          | 2,35 mm          |
| Lampentyp        | T4           | T4           | T4           | T4           | T5           | T5           | T5           | T5           | T5           | T5           | T5           | T5           | T5           | T5           | T8, T12          | T8, T12          | T8, T12          | T8, T12          | T8, T12          | T8, T12          | T8, T12          | T8, T12          |
| Durchmesser      | 12,1 mm      | 12,1 mm      | 12,1 mm      | 12,1 mm      | 15,9 mm      | 15,9 mm      | 15,9 mm      | 15,9 mm      | 15,9 mm      | 15,9 mm      | 15,9 mm      | 15,9 mm      | 15,9 mm      | 15,9 mm      | 25,4 mm, 38,1 mm | 25,4 mm, 38,1 mm | 25,4 mm, 38,1 mm | 25,4 mm, 38,1 mm | 25,4 mm, 38,1 mm | 25,4 mm, 38,1 mm | 25,4 mm, 38,1 mm | 25,4 mm, 38,1 mm |
| Leistung in W    | 16           | 20           | 24           | 30           | 08           | 14           | 24           | 21           | 39           | 28           | 54           | 35           | 49           | 80           | 10               | 15               | 18, 20           | 25, 33           | 30               | 36, 40           | 58, 65           | 70               |
| Länge in mm      | 454          | 552          | 641          | 751          | 288          | 549          | 549          | 849          | 849          | 1149         | 1149         | 1449         | 1449         | 1449         | 330              | 437              | 589,8            | 740              | 895              | 1199,4           | 1500             | 1800             |

Anmerkung: Es gibt Typen mit abweichenden Längen, die nur von wenigen Herstellern angeboten werden.

#### Besondere Typen
Leuchtstoffröhren werden heute sehr häufig in (Feuchtraum-)„Wannen“ verbaut. Zusammen mit der transparenten Abdeckung wird Staub- und Spritzschutz für die Elektroinstallation und Berührung und Splitterschutz für Nutzer und Umgebung erreicht.
Leuchtstoffröhren für (besonders stabil gehäuste) explosionsgeschützte Leuchten haben einen axialen Stift je Ende.
(Unvollständig) kreisringförmige Leuchtstoffröhren, wie sie um 1970 für Küchen oder Tischbeleuchtung wohnlich-modern waren, haben an der Fügestelle der Rohrenden einen Duroplast-Verbindungsteil. Mehrere Varianten von Ring- und Rohrdurchmesser haben mehrere Fassungsvarianten.
Es gibt Röhren, die ohne galvanisch-elektrische Kontaktierung auskommen, indem elektrische Energie magnetisch eingekoppelt wird. Diese werden nur mechanisch gehaltert.

## Bajonettsockel

### Beschreibung

Illustration des Bajonettprinzips

Der Bajonettsockel wird nach Joseph Wilson Swan auch als Swansockel oder Swanfassung bezeichnet. Er besteht aus einem glatten Metallblech-Zylinder mit mindestens zwei Haltenasen (Ausstülpungen oder Ausklinkungen) und einem Zylinder mit mindestens zwei zu den Haltenasen passend eingearbeiteten Nutenbahnen. Zum Befestigen werden beide Zylinder zueinander anhand der Nuten und Stifte ausgerichtet, dann gegen eine Feder eingeschoben und schließlich durch eine Drehung fixierend eingerastet (Bajonettverschluss). Die Feder verhindert ein Lösen und stellt auch einen ausreichend kleinen Kontaktwiderstand sicher. Der Zylinder kann bei Niederspannungslampen als Stromanschluss dienen, ansonsten sind zwei Fußkontakte und ein symmetrischer Aufbau üblich. Mehrere, meist jedoch zwei Glühwendeln in einem Gehäuse mit jeweils eigenem zugeordneten Fußkontakt sind gebräuchlich, zum Beispiel für unterschiedliche Leistungen oder Abstrahlgeometrien.
Um verpoltes Einsetzen zu verhindern, sind die Haltenasen dann entsprechend versetzt angeordnet oder weisen unterschiedliche Breiten auf. So ist bei einigen Bajonettlampen einer der Bajonettnippel dünner. Ist dies auch bei der Fassung berücksichtigt, wird das um 180 Grad verdrehte Einsetzen verhindert. Andere Lampen verhindern dies durch Sockelnippel, die sich nicht um 180 Grad gegenüberstehen. Diese Verfahren sind zwar nicht genormt, gewinnen aber bei neueren Mehrkontaktlampen und -fassungen an Verbreitung.

### Kennzeichnung
Der Großbuchstabe in der Bezeichnung gibt Auskunft über die Bauform. Das „B“ steht für Bajonettsockel. Folgt ein „A“, so steht diese Kennzeichnung für automotive (Anwendung des Sockels im Automobilbereich). Folgt danach ein „Y“, so steht das für die Farbe yellow (gelb). Fehlt das „Y“, ist die Farbe weiß. Die Zahl ist der Durchmesser des Sockels ohne Bajonettnippel, angegeben in Millimetern.
Der Kleinbuchstabe gibt die Anzahl der Fußkontakte neben dem gemeinsam umlaufenden Metallkontakt an.
- s single (einer)
- d double (zwei)
- t triple (drei)
- q quadruple (vier)
- p penta (fünf)

Hinter einem Bindestrich können zuletzt weitere Merkmale zur Spezifizierung angegeben sein.
Beispiel: In der Abkürzung B15d steht B für Bajonett-Sockel, 15 für 15 mm Durchmesser der Sockelhülse, d für zwei Fußanschlüsse. BA15s entsprechend für eine Bauform mit einem Fußkontakt (single).
| Type   | IEC                   | DIN       |
| ------ | --------------------- | --------- |
| B15d   | IEC 60061-1 (7004-11) | DIN 49721 |
| BA15d  | IEC 7004-11 A         | DIN 49720 |
| BA15s  | IEC 7004-11 A         | DIN 49720 |
| BA20d  | IEC 7004-12           | DIN 49730 |
| B21s-4 |                       |           |
| B22d   | IEC 60061-1 (7004-10) |           |
| B24s-3 |                       |           |

### Anwendung
Bajonettsockel werden insbesondere an Geräten, Maschinen sowie bei Fahrzeugen, Schiffen und Flugzeugen verwendet, um ein Lösen infolge mechanischer Schwingungen oder Erschütterungen sicher zu vermeiden. Für Signallampen, früher auch für Fahrzeugscheinwerfer, wird der asymmetrische Bajonettsockel BA20d verwendet. Dieser garantiert, dass sich der Glühfaden ohne weitere Justierarbeiten im Brennpunkt der Signaloptik befindet. Bei Doppelfadenlampen stellt er weiterhin sicher, dass Haupt- und Nebenfaden richtig geschaltet werden.
Für Beleuchtungszwecke im Haus sind Bajonettsockel beispielsweise in Großbritannien und Irland, den USA, teilweise auch in Frankreich, gebräuchlich (B15d und B22d).

### Sockelbezeichnungen für Kfz-Glühlampen
- BA7s – Innenraumbeleuchtung (Hintergrundbeleuchtung von Tachometern)
- BA9s – Standlicht (auch für Signalleuchten weit verbreitet)
- BA15s – Blink-, Stopp-, Rückfahr-, Nebelschluss-, Schluss-, Tagfahrlicht- oder Kennzeichenlampen
- BAU15s – Blinkleuchten (farbige Leuchtmittel)
- BAY15d – Zwei Anschlusspole unten, zwei höhenversetzte Sockelpins, für Zweifadenlampe (Brems- und Schlusslicht)
- BAX15d, BAU15d, BAZ15d – wie BA15d, jedoch mit höhen- oder gradversetzten Sockelpins
- Position der Pins: BAU = „9 + 4 Uhr“, BA/BAY = „9 + 3 Uhr“, BAX = „9 + 2 Uhr“

Weitere Bajonettsockel
- BA20s – Fahrzeugbeleuchtung, insbesondere bei Eisenbahnfahrzeugen
- BA20d – Signallampen
- B15 oder B22 für 230-V-Glühlampen

Der Stecksockel P13,5 sieht dem Bajonettsockel ähnlich.

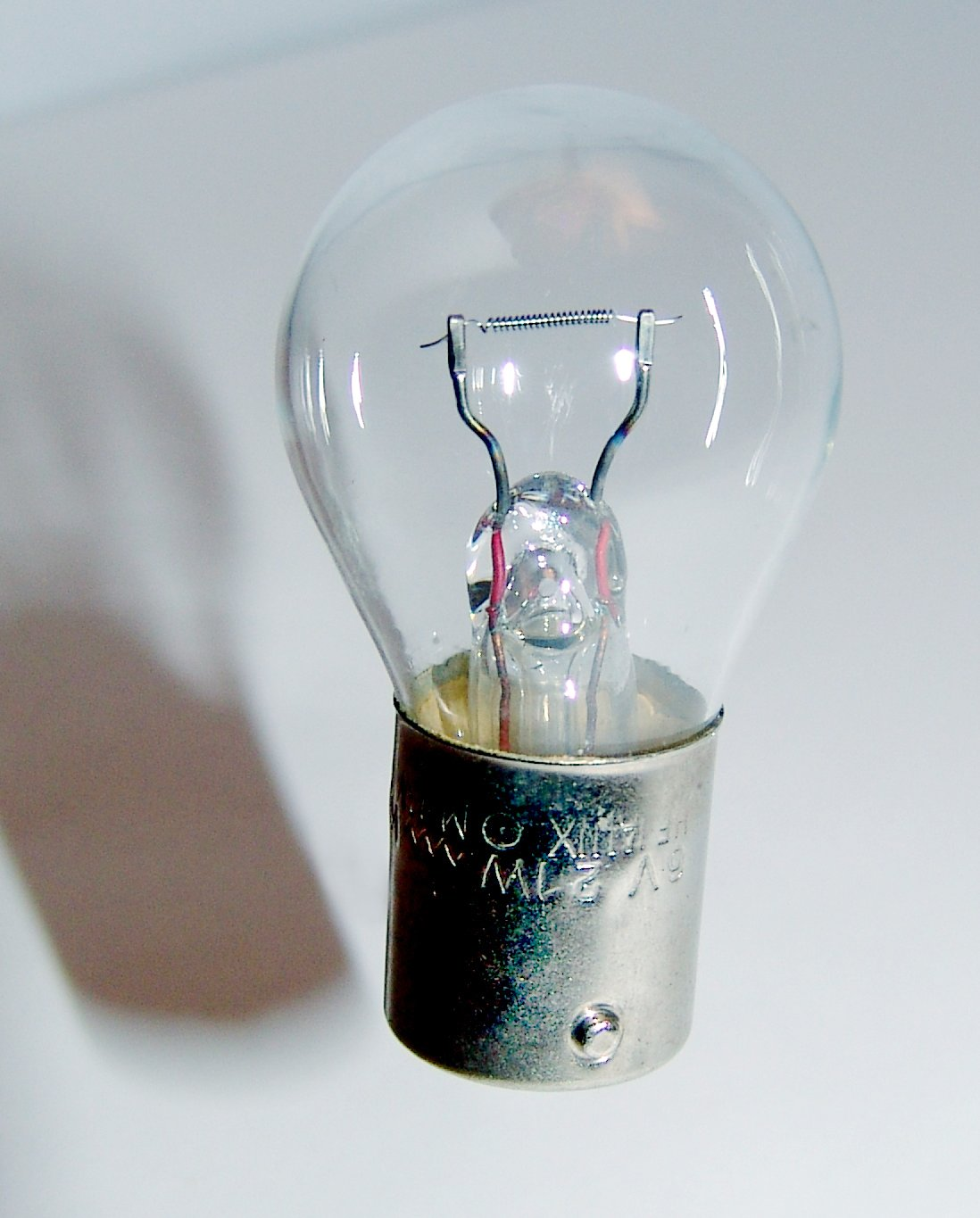
6-V-Einfadenlampe mit Bajonettsockel, 21 W
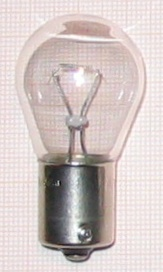
12-V-Einfadenlampe mit Bajonettsockel BA15s, 21 W, (GE 1057)
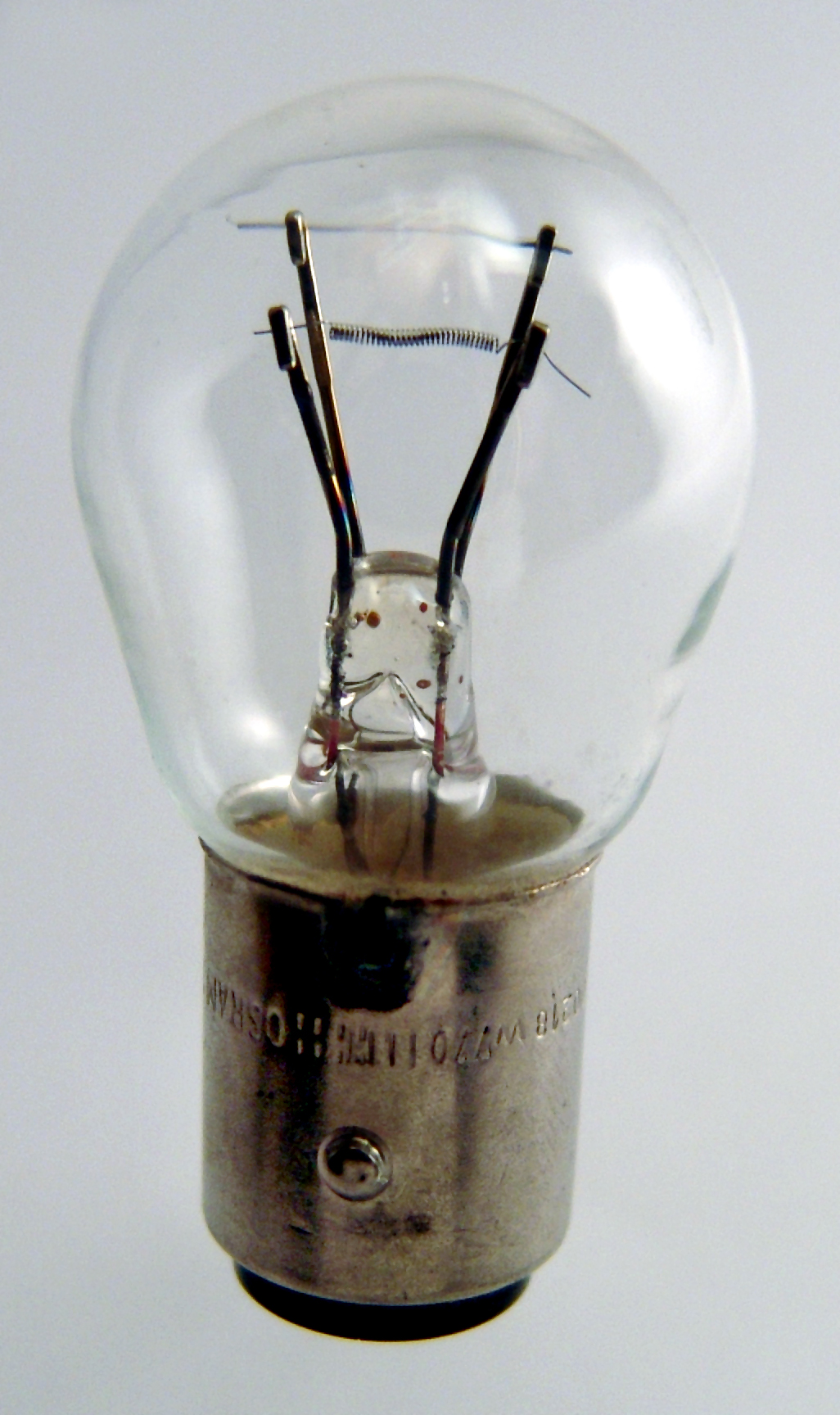
12-V-Zweifadenlampe mit Bajonettsockel, 21 W und 5 W
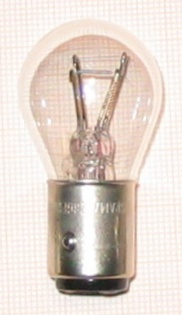
12-V-Zweifadenlampe mit Bajonettsockel BAY15d, 21 W und 5 W (GE 1077)
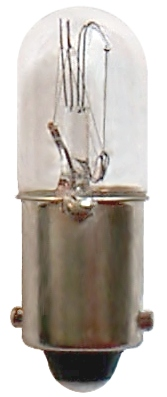
BA9s
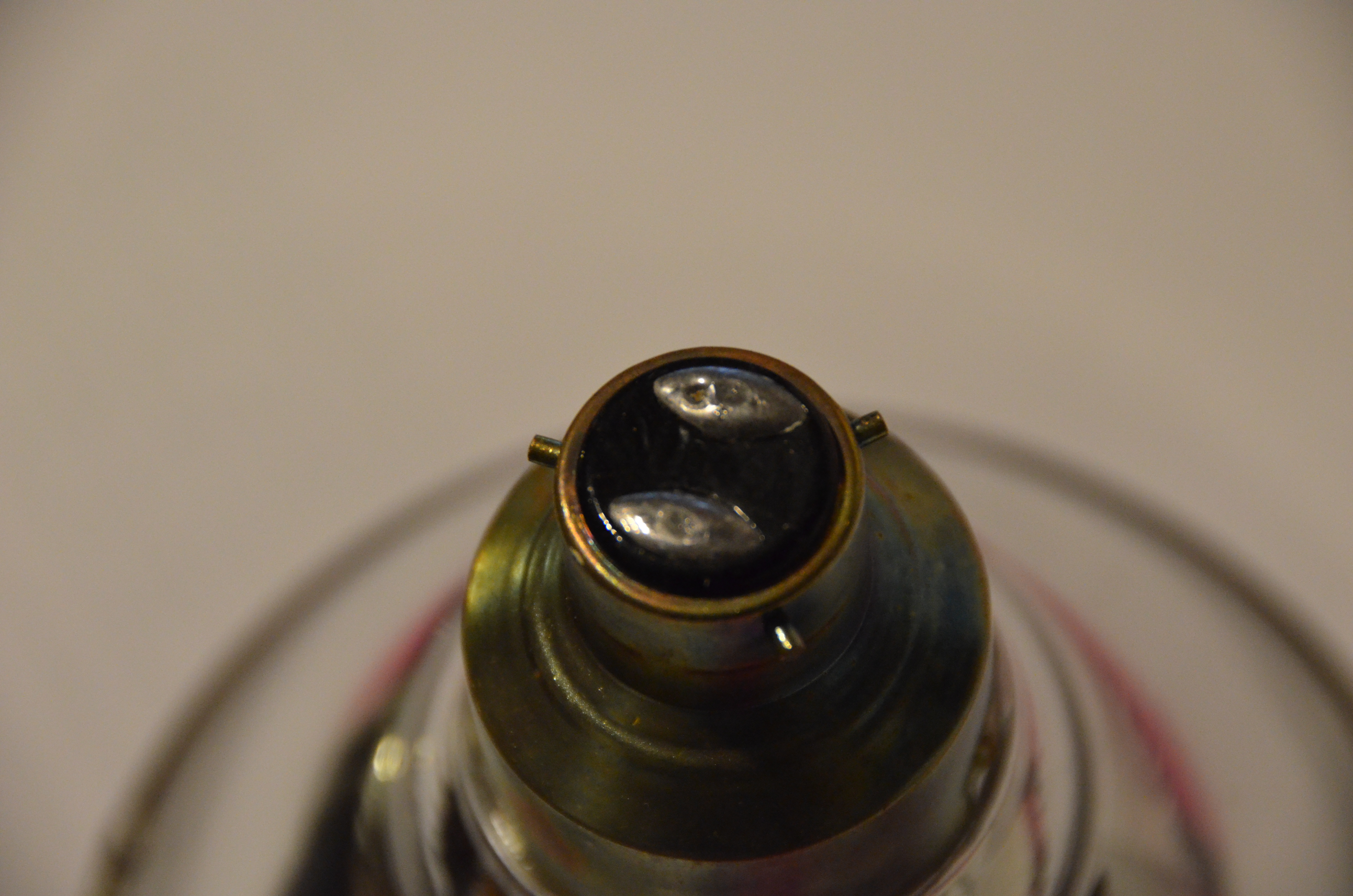
B22d-3-Sockel (BC3) an einer 230-V-Infrarotlampe, Bajonettsockel mit zwei Fußkontakten neben dem gemeinsam umlaufenden Metallkontakt

## Stiftsockel(Bipin)
Die Bipin-Fuß-Normierung (englisch Bi-pin lamp base) ist Standard bei Lampensockeln für Halogenlampen und gehört zur IEC-Normierung. Es gibt inzwischen aber auch LED-Leuchtmittel mit diesen Sockeln. Dieser Lampensockel wurde 1892 von George Westinghouse für die im Jahr 1893 in Chicago stattgefundene Weltausstellung World’s Columbian Exposition entwickelt, um eine Alternative zum patentierten Edisonsockel anzubieten.
Kleinere Ausführungen mit enger zusammenstehenden Stiften werden auch als Mini-Bipin bezeichnet.
- Der Buchstabe „G“ steht für Glas, das Material, aus welchem die Sockel meist gefertigt werden.
- Der Zusatzbuchstabe „U“ steht für „U-shape“. Bei dieser besonderen Ausführung besitzt der Lampensockel zwei Quernuten im Glas, in welche eine in der Aufnahme enthaltene Feder beidseitig einrastet, um der Lampe mechanischen Halt zu geben.
- Die Zahl hinter den Buchstaben bezeichnet den Abstand der beiden Stifte in Millimetern.

Der Kontakt zur Leuchtenfassung erfolgt bei den meisten Varianten über parallele Stifte aus Metall, das auch bei höheren Temperaturen kaum korrodiert und kontaktsicher bleibt. Die Stifte sind am Ende abgerundet oder zugespitzt, um das Einschieben in die Kontaktfedern der Fassung zu erleichtern. Bei Leuchtmitteln des Typs G9 wird der Kontakt über 2 Metallschleifen hergestellt. Bei den Halogen-Varianten sind die Kontakte im Glassockel eingeschmolzen und über Punktschweißung mit kleinen Blechstreifen verbunden, die Gasdichtheit herstellen und den Glühfaden aus Wolfram kontaktieren.
| Typ      | IEC                      | Stift- abstand (in mm) | Stift- durchmesser (in mm) | übliche Nennspannung (in V) | Bemerkung                                            |
| -------- | ------------------------ | ---------------------- | -------------------------- | --------------------------- | ---------------------------------------------------- |
| G4       | IEC 60061-1 (7004-72)    | 4,0                    | 0,65–0,75                  |                             | Niedervoltlampen mit etwa 1W (LED) bis 50W (Halogen) |
| GU4      | IEC 60061-1 (7004-108)   | 4,0                    | 0,95–1,05                  | 12                          |                                                      |
| GY4      | IEC 60061-1 (7004-72A)   | 4,0                    | 0,65–0,75                  | 12                          |                                                      |
| GZ4      | IEC 60061-1 (7004-64)    | 4,0                    | 0,95–1,05                  | 12                          |                                                      |
| G5       | IEC 60061-1 (7004-52-5)  | 5,0                    |                            |                             |                                                      |
| G5.3     | IEC 60061-1 (7004-73)    | 5,33                   | 1,47–1,65                  | 12                          |                                                      |
| G5.3–4.8 | IEC 60061-1 (7004-126-1) |                        |                            |                             |                                                      |
| GU5.3    | IEC 60061-1 (7004-109)   | 5,33                   | 1,45–1,6                   | 12                          |                                                      |
| GX5.3    | IEC 60061-1 (7004-73A)   | 5,33                   | 1,45–1,6                   | 12                          |                                                      |
| GY5.3    | IEC 60061-1 (7004-73B)   | 5,33                   | 0,58–0,79 × 1,78–2,29      | 12                          | Flachpins (Nennmaß 0,7 × 2,0 mm)                     |
| G6.35    | IEC 60061-1 (7004-59)    | 6,35                   | 0,95–1,05                  | 12                          |                                                      |
| GX6.35   | IEC 60061-1 (7004-59)    | 6,35                   | 0,95–1,05                  | 12                          |                                                      |
| GY6.35   | IEC 60061-1 (7004-59)    | 6,35                   | 1,2–1,3                    | 12                          | Niedervoltlampen ab 20 W                             |
| GZ6.35   | IEC 60061-1 (7004-59A)   | 6,35                   | 0,95–1,05                  | 12                          |                                                      |
| G8.5     | IEC 60061-1 (7004-122)   | 8,5                    | 0,95–1,05                  |                             |                                                      |
| G9       | IEC 60061-1 (7004-129)   | 9,0                    | –                          | 115–230                     | Hochvoltlampen ohne Reflektor                        |
| GU10     | IEC 60061-1 (7004-121)   | 10                     | 5 (am Ende)                | 115–230                     | Drehverriegelung, Hochvoltreflektorlampen (230 V)    |
| GZ10     | IEC 60061-1 (7004-120)   | 10                     | 5 (am Ende)                |                             | Drehverriegelung                                     |
| G12      |                          | 12                     | 2                          |                             | Stecksockel                                          |
| G38      |                          | 38                     | 11,1                       |                             | Stecksockel                                          |

Anmerkung zu GU10/GZ10: Die beiden Sockel GU10 und GZ10 haben identische Abmessungen und sehen nahezu gleich aus. Einziger Unterschied ist, dass der GU10 am Fuße des Sockels abgeschrägt (siehe Bild), der GZ10-Sockel aber gerade ist. Das ist der Grund, dass der GU10-Sockel sowohl in GU10- als auch in GZ10-Fassungen passt. Der GZ10-Sockel passt dagegen nur in die dafür vorgesehenen GZ10-Fassungen. Der Grund dafür ist, dass GZ10-Leuchtmittel in Richtung Sockel und damit Richtung Fassung mehr Wärme abgeben als GU10-Leuchtmittel.
- GZ-Leuchtmittel dürfen nur frei im Raum oder in frei im Raum aufgehängten Leuchten betrieben werden (sonst Brand-Gefahr),
- GU-Leuchtmittel dürfen auch in (in Raum-Decken oder Möbel) eingebauten Leuchten betrieben werden.

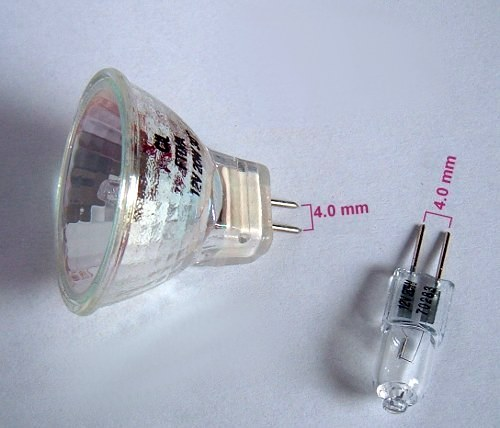
Halogenlampen der Typen GU4 mit MR11-Reflektor (links) und G4 (rechts); 12 V, 20 W
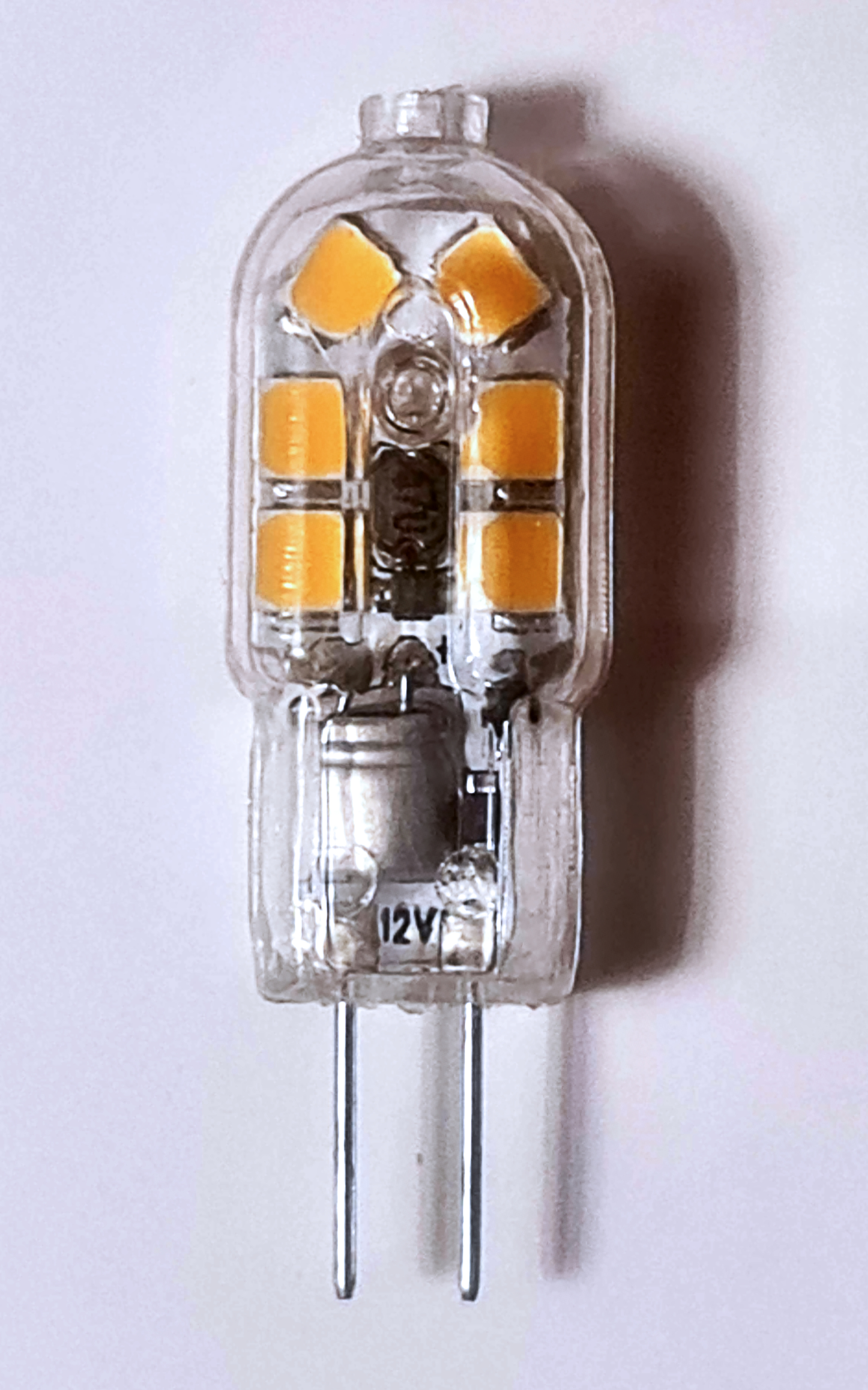
LED-Lampe Typ G4 mit Kunststoffkörper; 12 V; 1,5 W, 180 lm, 3000 K
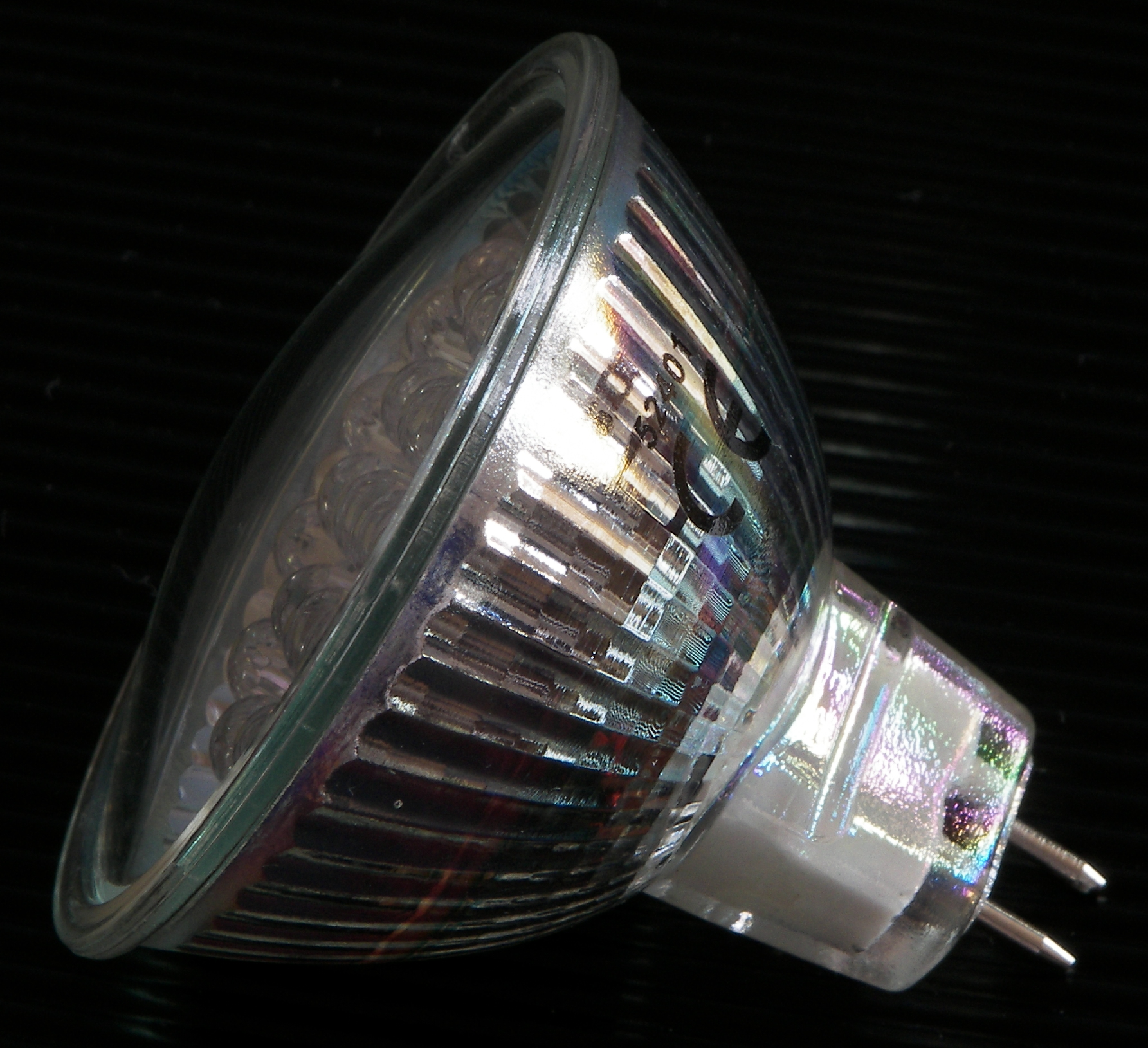
LED-Lampe mit MR16-Reflektor mit Sockeltyp GU5.3
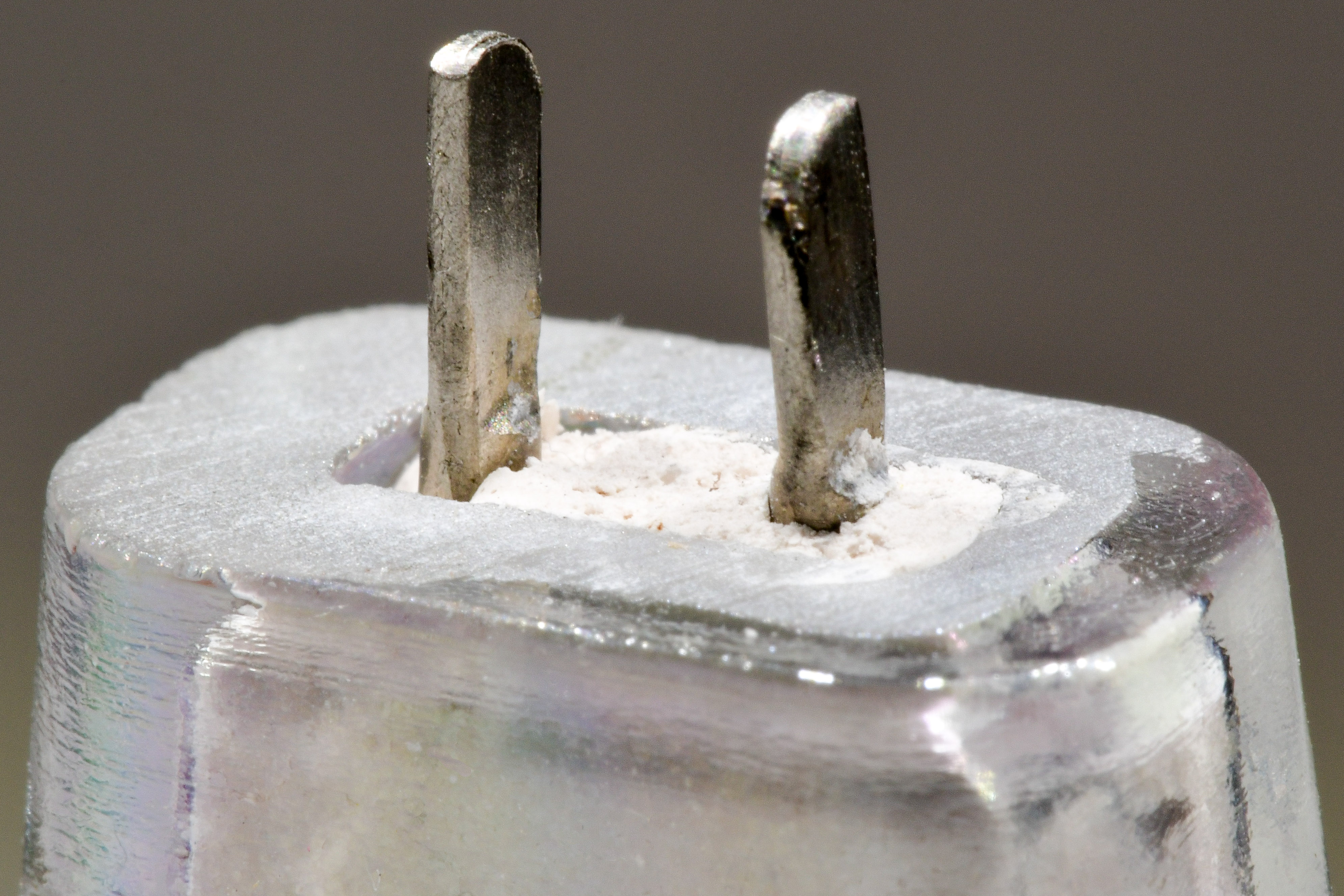
Flachpins, Sockeltyp GY5.3
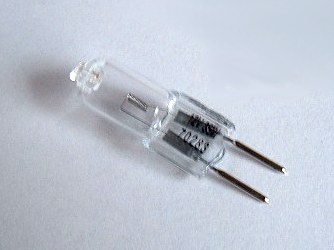
Halogenlampe Typ G6.35; 12 V, 35 W
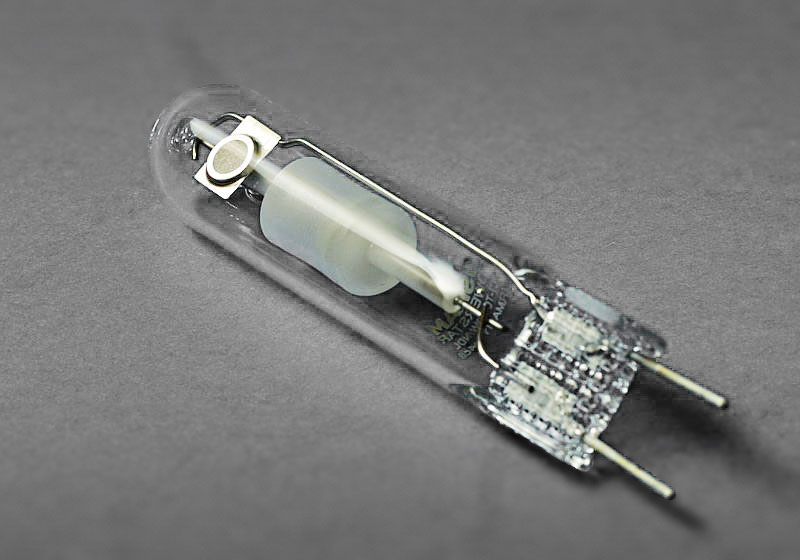
Halogen-Metalldampflampe Typ G8.5
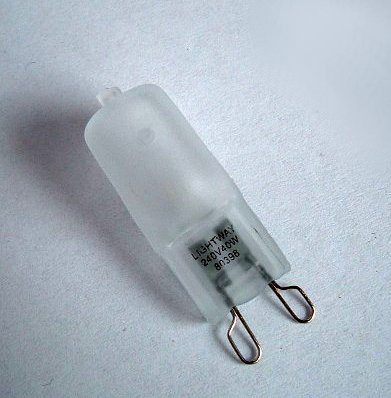
Halogenlampe Typ G9; 230 V, 40 W
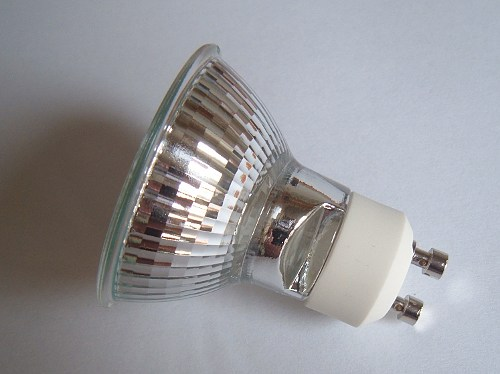
Halogenlampe Typ GU10; 230 V, 35 W
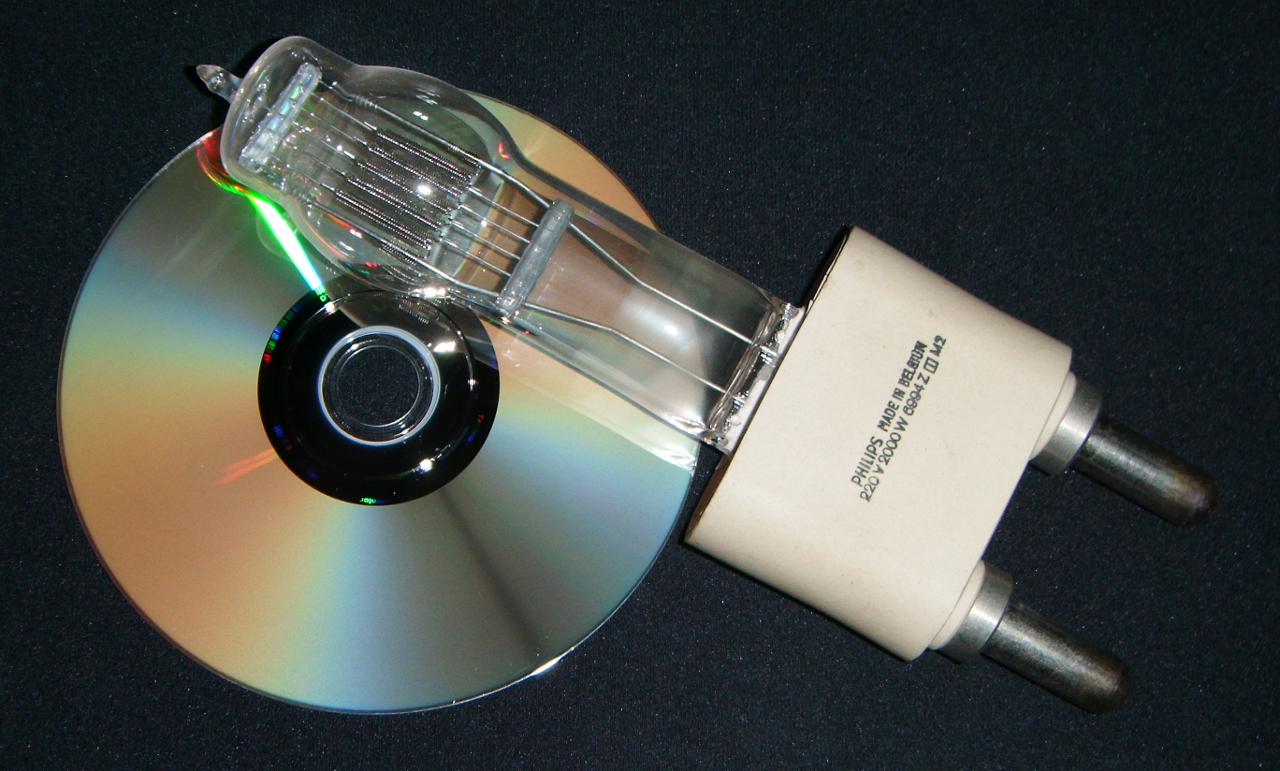
2000-W-Halogenlampe Typ G38

## Glasquetschsockel
Bei Stecklampen mit Glasquetschsockel (engl. wedge-base lamps) ist der Quetschfuß des Leuchtenglaskörpers in den Abmessungen exakt auf die dazugehörige Fassung abgestimmt, so dass auf zusätzliche Formteile aus Metall, Keramik oder Kunststoff zur mechanischen Verbindung mit der Fassung verzichtet werden kann. Der elektrische Kontakt wird dadurch gewährleistet, dass die aus dem Quetschfuß des Glaskörpers austretenden und umgefalteten Metalldrähte von Federkontakten in der Fassung umklammert werden. Die Federkontakte sichern dabei auch gleichzeitig die Lampe gegen ein Herausfallen aus der Fassung. Stecklampen mit Glasquetschsockel kommen meist als Instrumentenlampen im Kfz-Bereich, bei Halogenglühlampen und in Lichterketten zum Einsatz. Seit den 2000er Jahren halten sie auch als Blink- und Bremslicht Einzug in Kraftfahrzeuge. Solche Sockel sind wesentlich einfacher in der Herstellung. Bei Retrofit-LED-Lampen ist dieser Sockel durch ein Kunststoffformteil mit eingelegten blanken Anschlussdrähten oder eine Leiterplatte nachgebildet.
Kennzeichnung:
Gebräuchliche Quetschsockelbezeichnungen sind hier:
W2×4,6d, W2,1×9,5d, W3×16d oder W3×16q
W steht für das englische Wedge; die nachfolgende Zahl für die Dicke des Glasquetschsockel in Millimeter; die nächste durch × getrennte Zahl für die Breite des Glasquetschsockels in Millimeter;
 der Kleinbuchstabe für die Anzahl der Kontakte:
d für Duo, zwei Kontakte; t für Triple, drei Kontakte; q für Quadruple, vier Kontakte

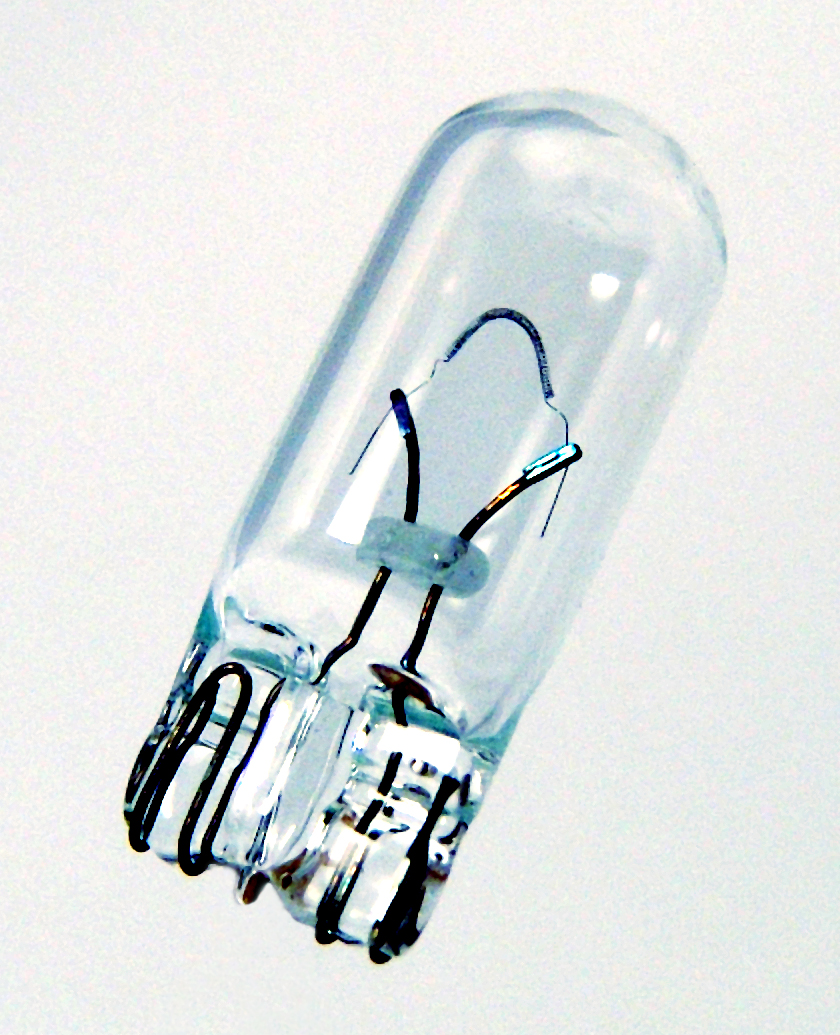
Glasquetschsockel W2,1×9,5d (12 V, 5 W), Lampe oft auch W5W genannt; als W3W mit gleichem Sockel, aber 3 W.
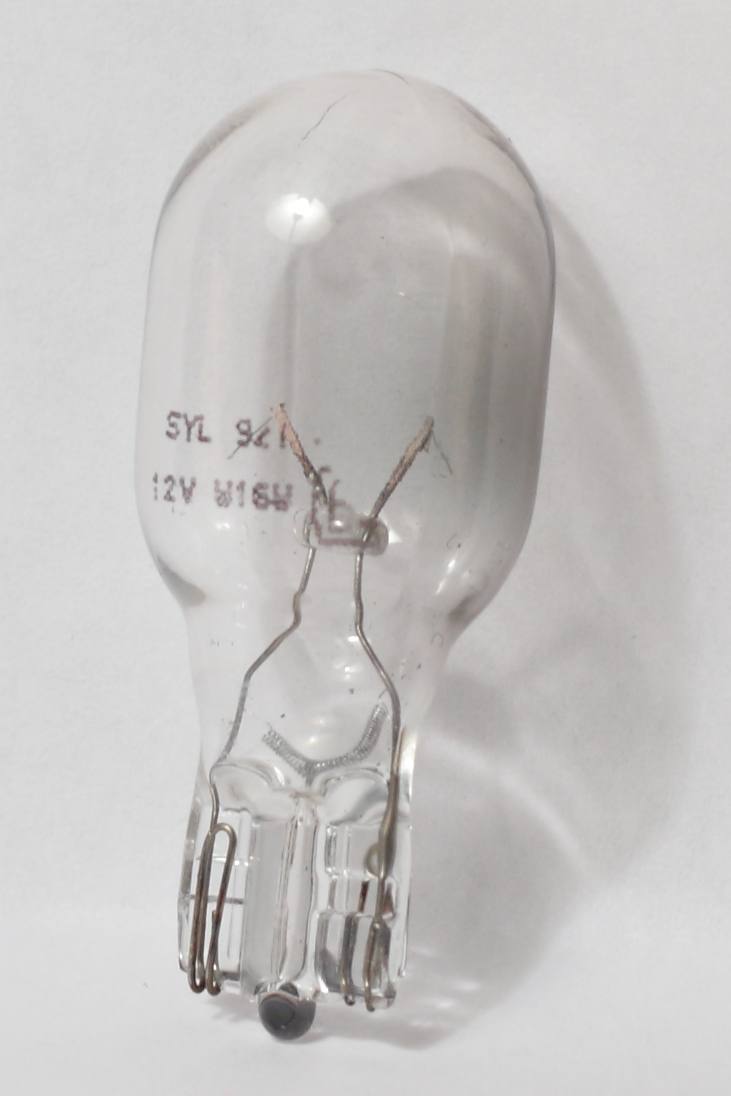
Fahrzeugglühlampe mit Glasquetschsockel W2,1×9,5d und durchgebranntem Glühfaden. 12 V, 16 W. Auch „W16W“, in den USA „921“ genannt
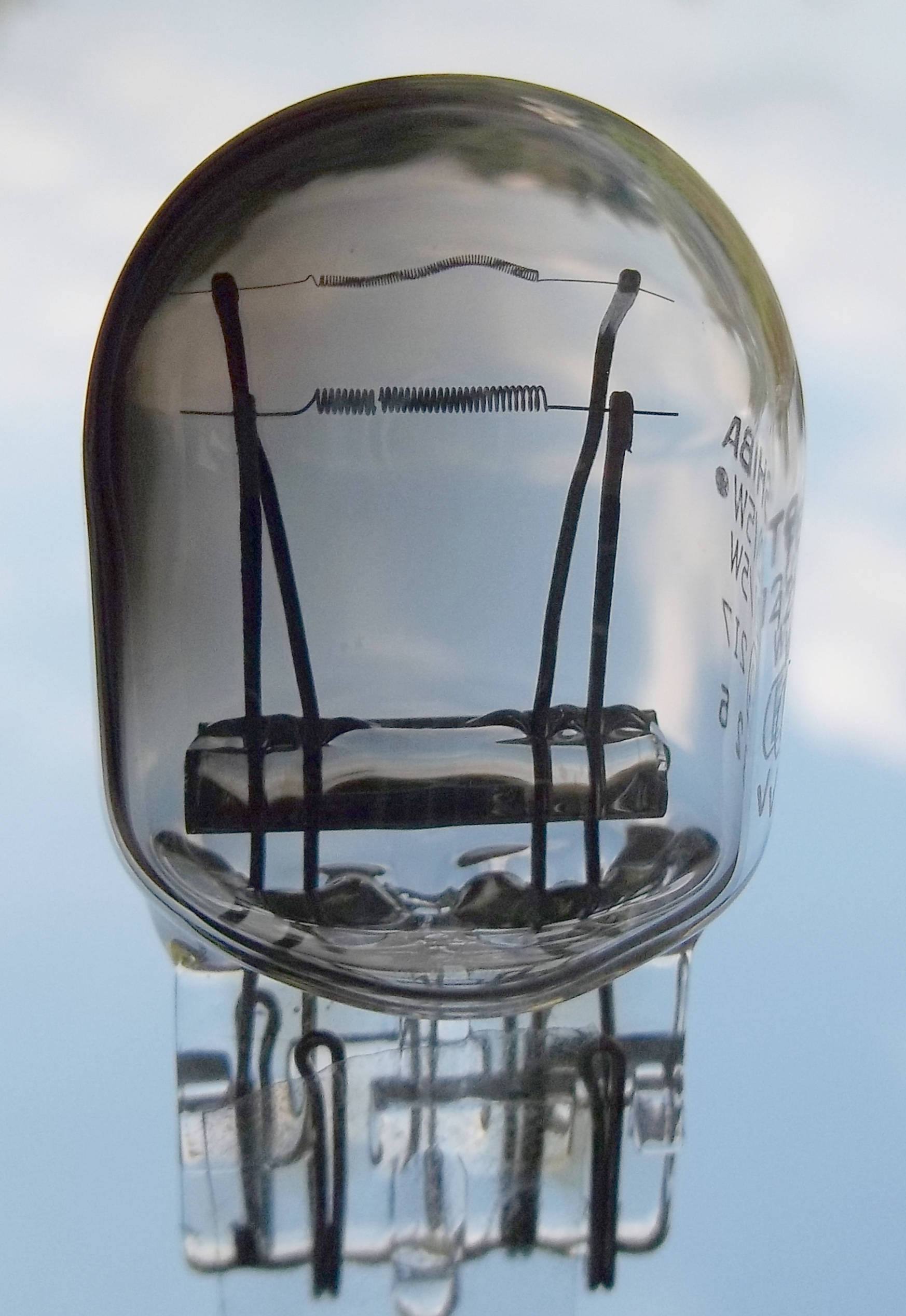
Glassockellampe W3×16q (12 V, 21/5 W), eine Zweifadenlampe für Standlicht (5 W, intakt) und Tagfahrlicht (21 W, durchgebrannt)

## Zweiseitige Stablampen

### Grundlegendes
Stablampen mit beidseitigen napfförmigen Kontakten für Federbügel-Fassungen mit der Bezeichnung R7s und RX7s (117 mm) bzw. RX7s-24 (135 mm) werden für temperaturbelastete stabförmige Halogenglüh- und Gasentladungslampen mit Quarzglaskolben verwendet. Dieser ist an jedem Ende gequetscht, wo ein dünner Blechstreifen mit angeschweißten Drähten den Anschluss hermetisch dicht nach außen führt. Am Quetschflansch ist oft ein geschlitztes Keramikröhrchen angekittet, das an seinem Ende eine Kontaktmulde einfasst.
Die identischen Fassungshälften sind mit jeweils einem kräftig gefederten Kontakt in standardisierten Abständen montiert. Um bei Bruch geschützt zu sein und auch um die Lampen ohne Fingerabdrücke einzusetzen, sind Handschuhe oder ein Tuch zu verwenden. Durch zuerst einseitiges Einrücken der Lampe in eine Fassungsseite und Eindrücken in deren Kontaktfeder findet auch das andere Stabende Platz in der gegenüberliegenden Fassungsseite. Wenn sich die Lampe dann axial leicht etwas drehen lässt, sind ihre Mulden gut zwischen den beiden Kontaktbuckeln der Fassung eingespannt.

### Halogenstäbe
Halogenglühlampen mit der Fassungsbezeichnung R7s gibt es in unterschiedlichen Längen und je nach Länge auch in unterschiedlichen Leistungsstufen. Alle sind waagerecht und hinter einem Schutzglas zu betreiben. Klassisch ist die 118 mm lange Variante mit bis zu 500 W, eingesteckt in eine Leuchte aus Aluguss mit Reflektor aus Alublech als Baustellen- oder Vorplatzbeleuchtung.
| Normlänge | Normlänge | Länge (in mm) | Kontaktabstand (in mm) | Leistungsstufen a (in W)             |
| (in mm)   | (in Zoll) | Länge (in mm) | Kontaktabstand (in mm) | Leistungsstufen a (in W)             |
| --------- | --------- | ------------- | ---------------------- | ------------------------------------ |
| 078       | 31/16     | 78,3          | 74,9                   | (48), 60, 80, 100, 150, (190), (200) |
| 118       | 4⅝        | 117,6         | 114,2                  | (80), 150, 200, 230, 300, 400, 500   |
| 189       | 7         | 189,1         | 185,7                  | (500), (750), 1000                   |
| 254       | 10        | 254,1         | 250,7 (?)              | 1000, 1500                           |
| 327       | 12⅞       | 327,4         | 324 (?)                | 2000 b                               |

R7s-Halogenstäbe gibt es in den gleichen Längen auch für die niedrigere Netzspannung 110–130 V, in Normlänge 118 mm auch für die Kleinspannungen 24–28 V und 42 V.
Auch für den R7s-Sockel existieren inzwischen LED-Leuchtmittel. Mit Stand Frühjahr 2018 sind beispielsweise für 118 mm maximal 15 W erhältlich, was einem Halogenleuchtmittel mit 125 W entsprechen soll (Energieeffizienzklasse A++). Wegen des erheblich größeren Durchmessers von LED-Leuchtmitteln passt das Schutzglas meist nicht mehr, was aber aufgrund der geringen Wärmeentwicklung nicht nötig ist. Einige Hersteller bauen diese Leuchtmittel so, dass die seitlichen Kontakte nicht mittig sitzen, sodass sie auch eingebaut werden können, wenn unterhalb des Sockels wenig Platz ist.

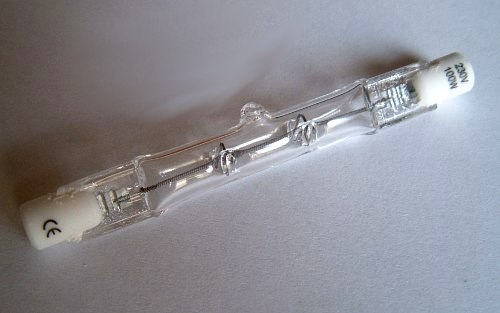
Halogenstab Typ R7s/J78; 230 V, 100 W, 2000 h, 78 mm
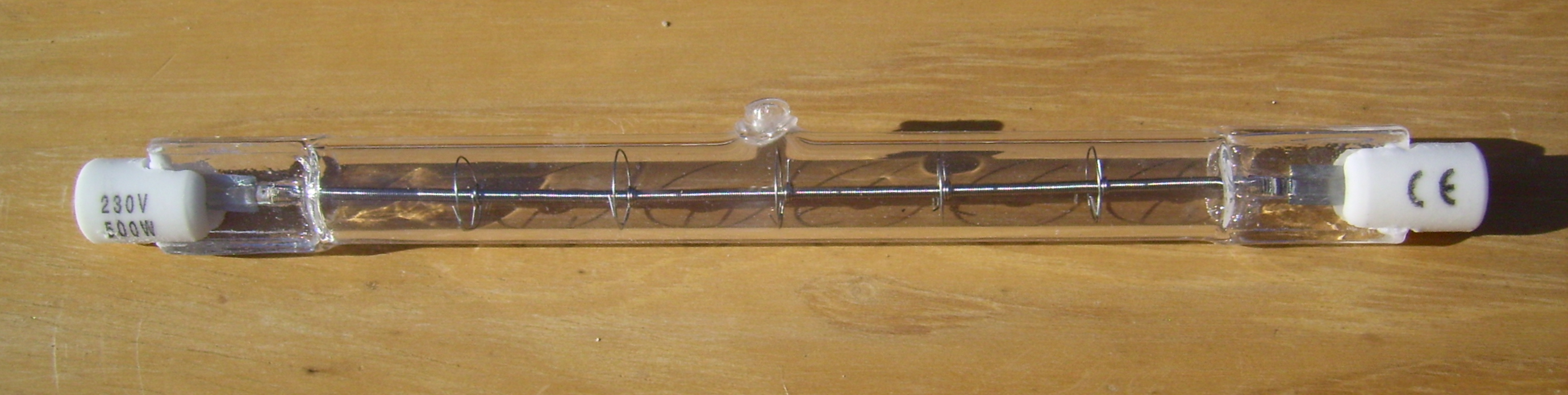
Halogenstab Typ R7s/J118; 230 V, 500 W, 118 mm
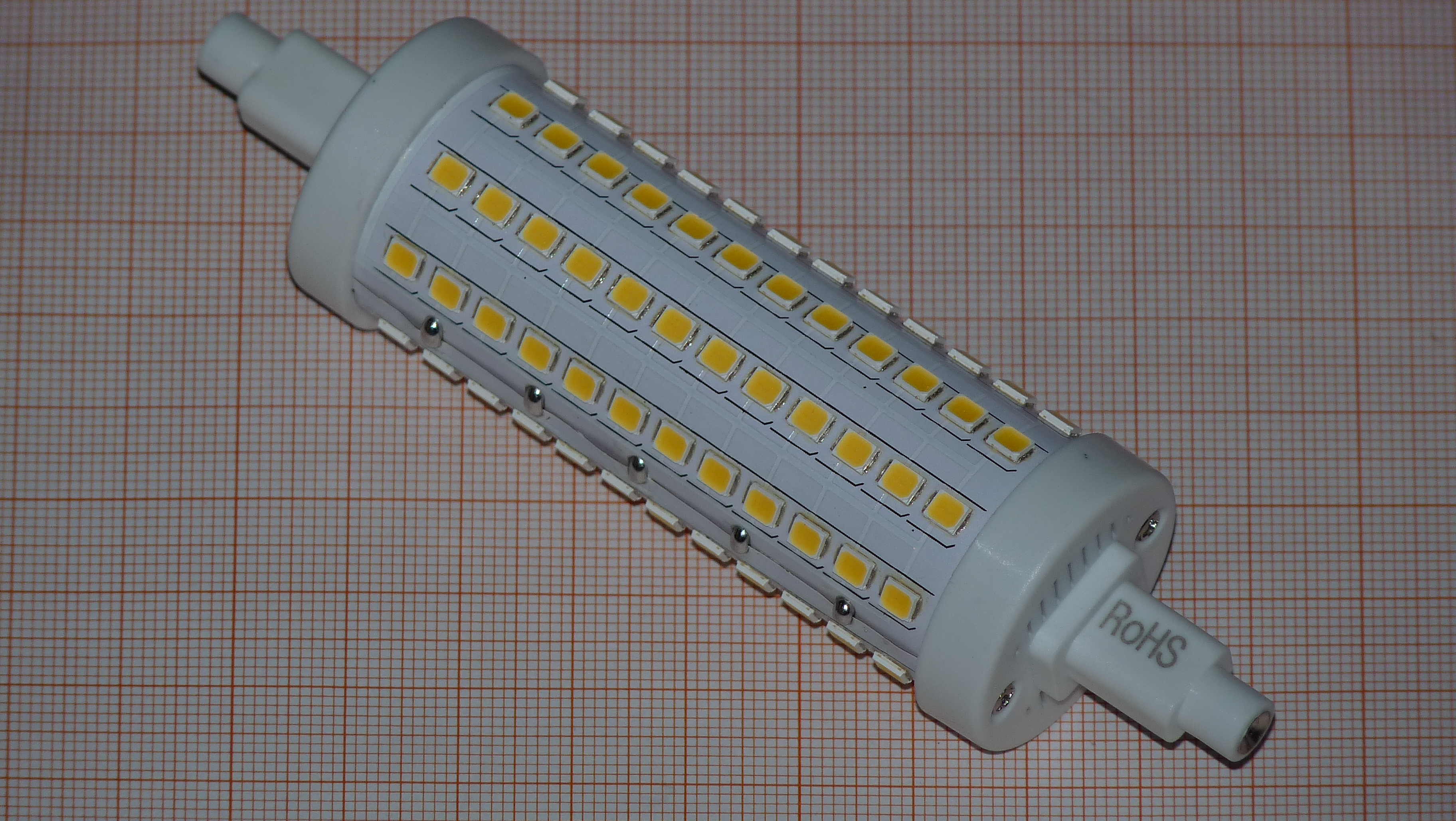
R7s-LED-Leuchtmittel aus dem Jahr 2016 mit 10 W auf 118 mm

## Soffittenlampe
Eine Soffittenlampe ist ein kleines, zylindrisches Leuchtmittel niedriger Leistung, dessen stumpfkegelige Kontakte an den beiden axialen Enden liegen. Das mittige dünnwandige Glasrohr (keine Halogenlampe) ist an den Enden verjüngt und abgeschmolzen. Hier tritt je ein Kontaktdraht aus, der mit dem axialen Loch der vernickelten, aufgekitteten Messingkappe verlötet ist. Sind die kegeligen Enden in Rillen, Löcher oder Mulden der federnden Kontaktbleche eingesetzt, lässt sich die Lampe rundum drehen. Das in Form geblasene Glasrohr bietet Sitz für die Kontakthülsen und kann dazwischen mehr oder weniger aufgeweitet sein. Anwendungsbereiche sind beispielsweise Kennzeichen- und Innenraumbeleuchtung von Kraftfahrzeugen oder Spielzeug.
- D6,3 × L30 mm (Form wie Feinsicherungen)
- D8, L31 mm
- D11, L39 mm
- SV8,5-8, D10, L36 mm, für Schluss-, Kennzeichen- oder Innenraumleuchten im Kfz

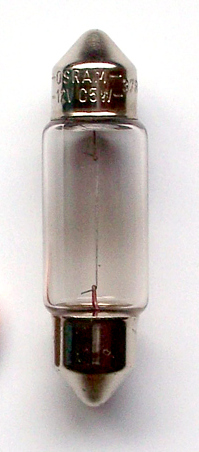
Soffitte für Kfz, Typ SV8,5-8, Ø 10 mm × 36 mm

## Scheinwerferlampen für Kraftfahrzeuge
Die vielfältigen Typen der Leuchtmittel sind an die jeweils originär bestückte Lampe gebunden. Eine Änderung führt zu ungenügender Lichtleistung oder zu thermischer Überlastung.
| Typ                        | Sockel   | Leistung | Verwendung                                                                        |
| -------------------------- | -------- | -------- | --------------------------------------------------------------------------------- |
| R2-Zweifadenlampe          | P45t     | 40/45 W  | Abblend- und Fernlicht, „BILUX“-Lampe, Warenzeichen von Osram                     |
| Zweifadenlampe             | BA20d    | 15–35 W  | Abblend- und Fernlicht, Zweiräder von 15/15 W bis 35/35 W, alte LKW 24 V, 40/45 W |
| H1-Halogenlampe            | P14,5s   | 55 W     | auch für Rundumkennleuchten verwendet                                             |
| H2-Halogenlampe            | X511     | 55 W     | Nebel-, Rallyscheinwerfern und Fernlicht Hella/Zender                             |
| H3-Halogenlampe            | PK22s    | 55 W     | Arbeitsscheinwerfer, oft an Traktoren und Baumaschinen                            |
| H4-Halogen-Zweifadenlampe  | P43t     | 60/55 W  | Abblend- und Fernlicht                                                            |
| H5-Halogen-Zweifadenlampe  | P45t     | 60/55 W  | Abblend- und Fernlicht                                                            |
| H7-Halogenlampe            | PX26d    | 55 W     | Abblendlicht, Fernlicht, Abbiegelicht                                             |
| H8-Halogenlampe            | PGJ19-1  | 35 W     | Nebelscheinwerfer                                                                 |
| H9-Halogenlampe            | PGJ19-5  | 65 W     | Abblendlicht, Fernlicht                                                           |
| H10-Halogenlampe           | PY20d    | 42 W     | Nebelscheinwerfer                                                                 |
| H11-Halogenlampe           | PGJ19-2  | 55 W     | Abblendlicht, Fernlicht, Nebelscheinwerfer, Abbiegelicht                          |
| H12-Halogenlampe           | PZ20d    | 53 W     | Abblendlicht, Fernlicht, Nebelscheinwerfer                                        |
| H13-Halogen-Zweifadenlampe | P26-4t   | 60/55 W  | Abblend- und Fernlicht                                                            |
| H15-Halogen-Zweifadenlampe | PGJ23t-1 | 15/55 W  | Tagfahr- und Fernlicht                                                            |
| H16-Halogenlampe           | PGJ19-3  | 19 W     | Nebellicht                                                                        |
| HB3-Halogenlampe           | P20d     | 65 W     | Fernlicht                                                                         |
| HB3A-Halogenlampe          | P20d     | 65 W     | Fernlicht                                                                         |
| HB4-Halogenlampe           | P22d     | 55 W     | Abblendlicht, Nebelscheinwerfer                                                   |
| HIR2-Halogenlampe          | PX22d    | 55 W     | Abblendlicht, Fernlicht                                                           |
| HS1-Halogen-Zweifadenlampe | PX43t    | 35/35 W  | für Zweiräder, Quads, Snowmobile etc.                                             |

Wegen der Vielzahl unterschiedlicher Fahrzeuge bieten Hersteller mittlerweile eine Online-Suche an. Diese „Lampenfinder“ ermöglichen die Zuordnung von Lampen zum gewählten Fahrzeug.

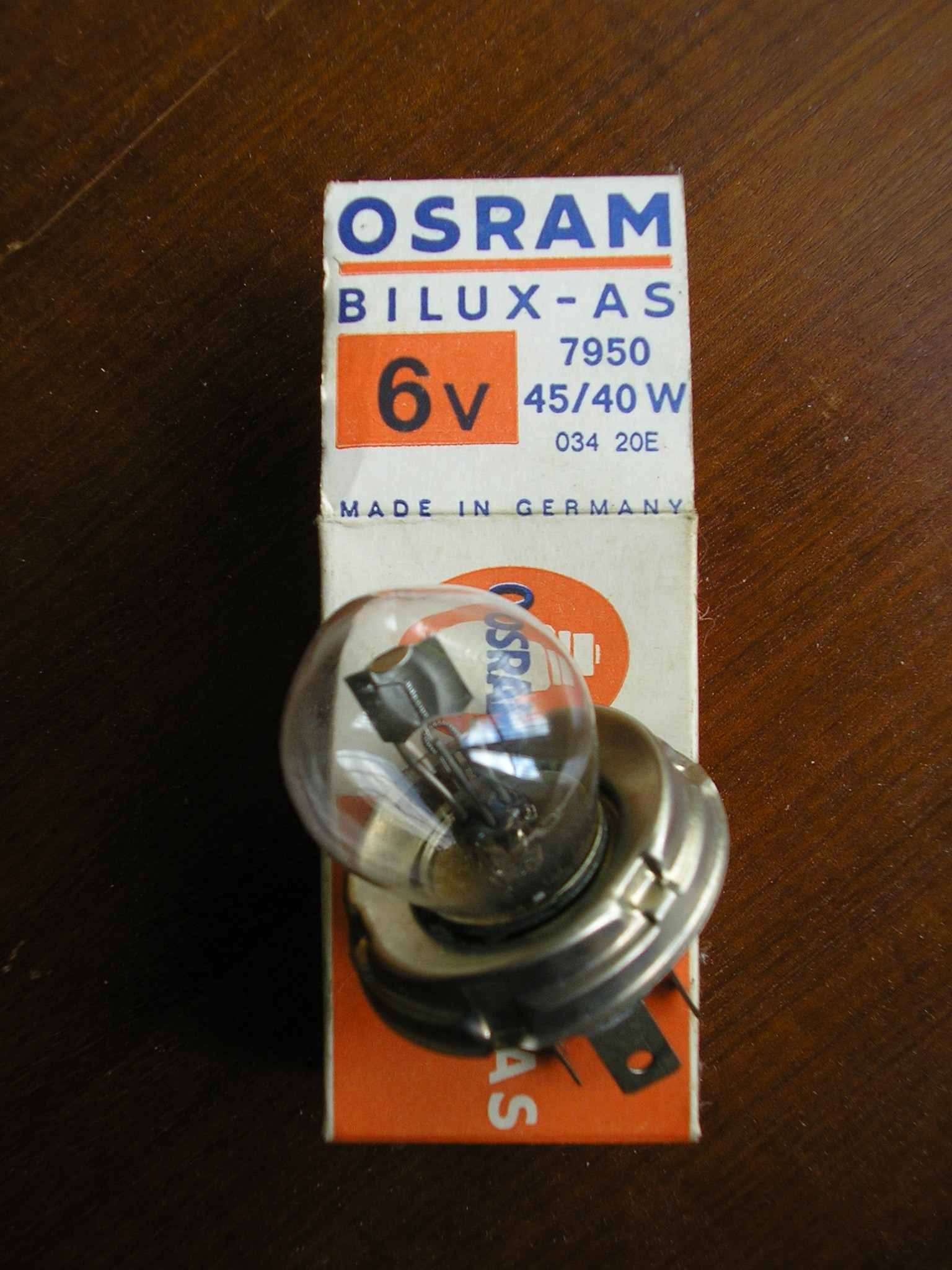
R2-Lampe (BILUX-AS), Sockel P45t, 45/40 W
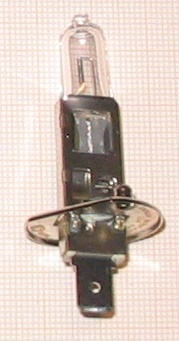
H1-Lampe, Sockel P14,5s, 12 V, 55 W
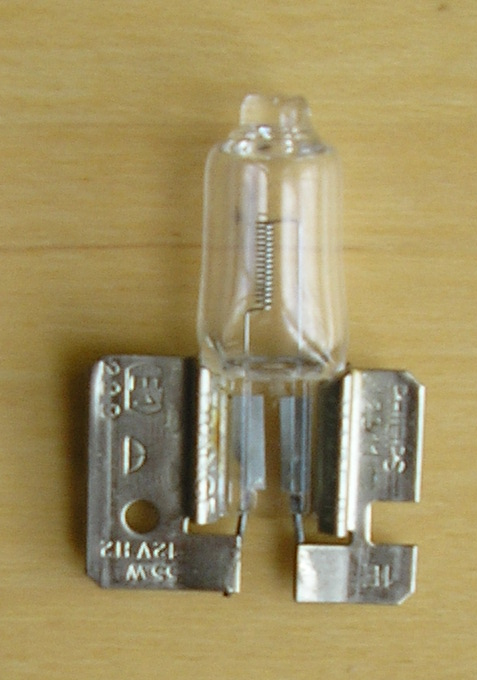
H2-Lampe, Sockel X511, 12 V, 55 W
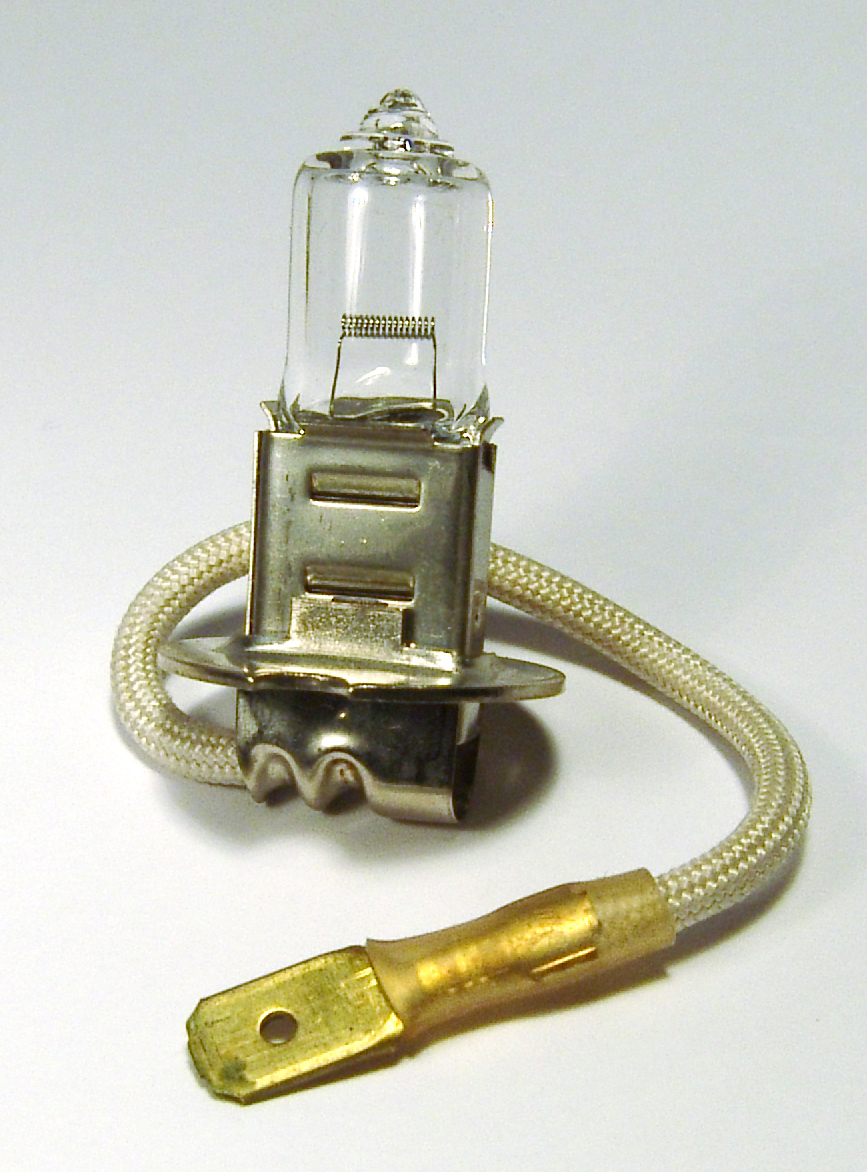
H3-Lampe, Sockel PK22s, 12 V, 55 W
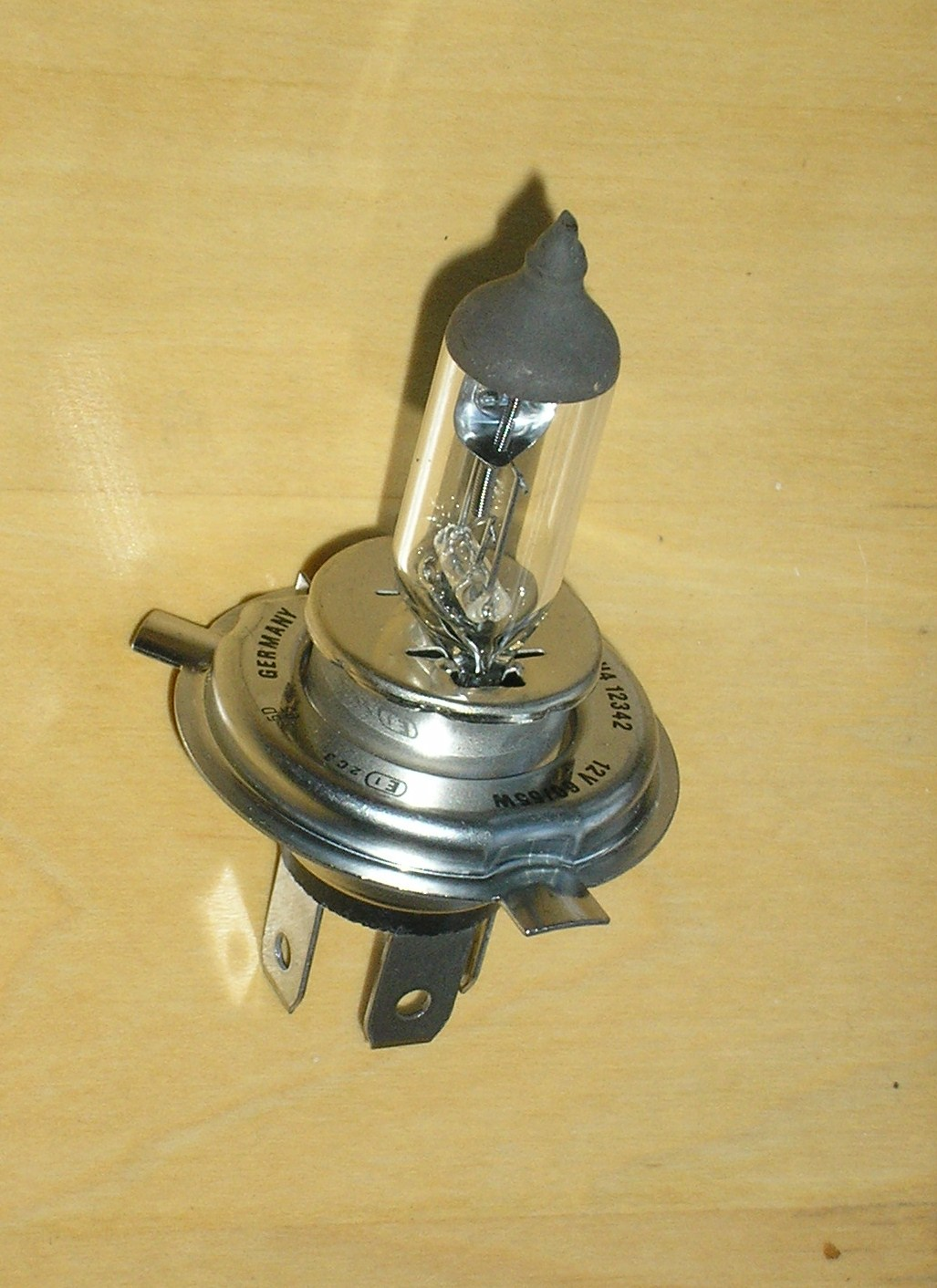
H4-Lampe, Sockel P43t, 12 V, 60/55 W
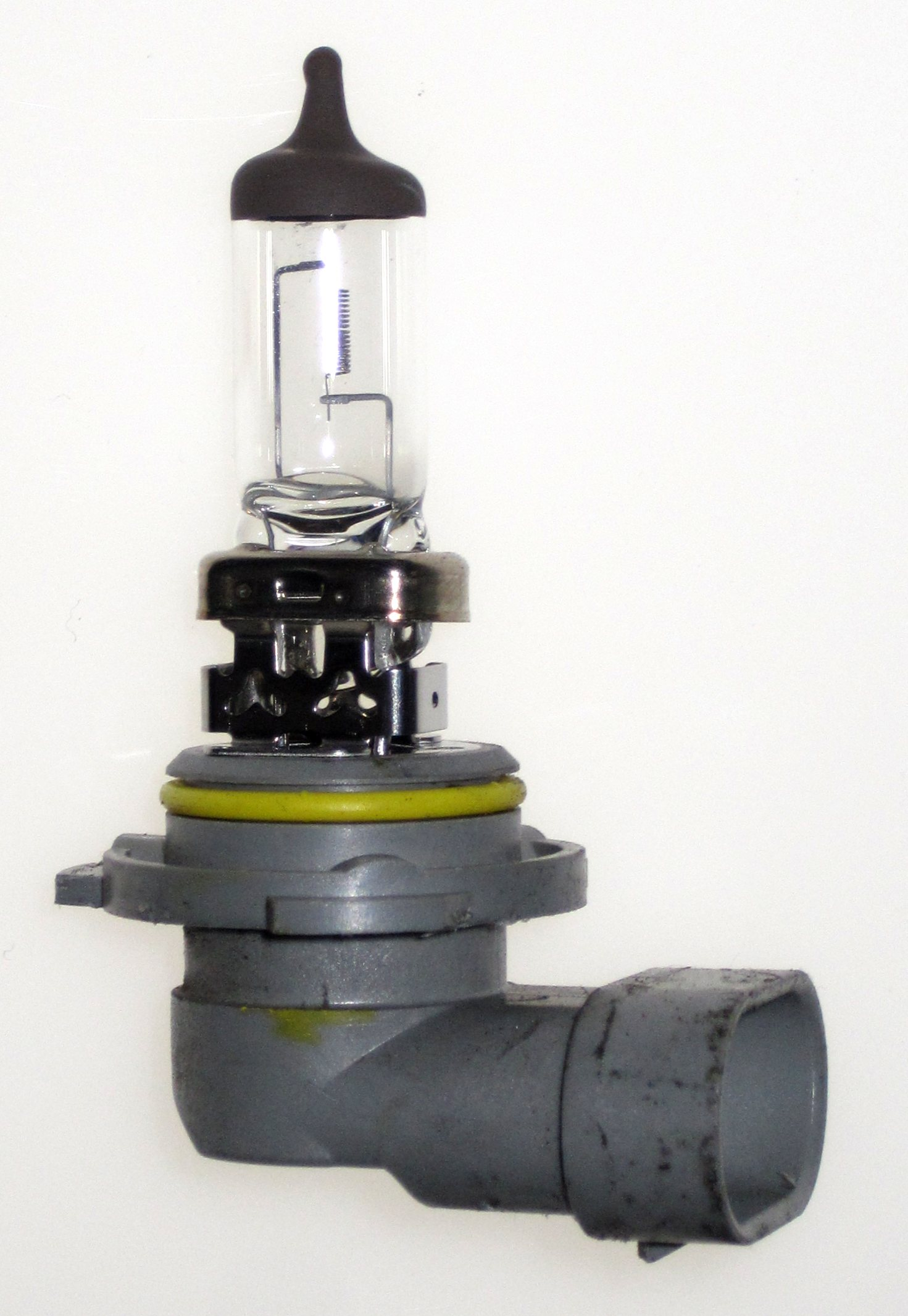
HB4-Lampe, Sockel P22d, 12 V, 55 W
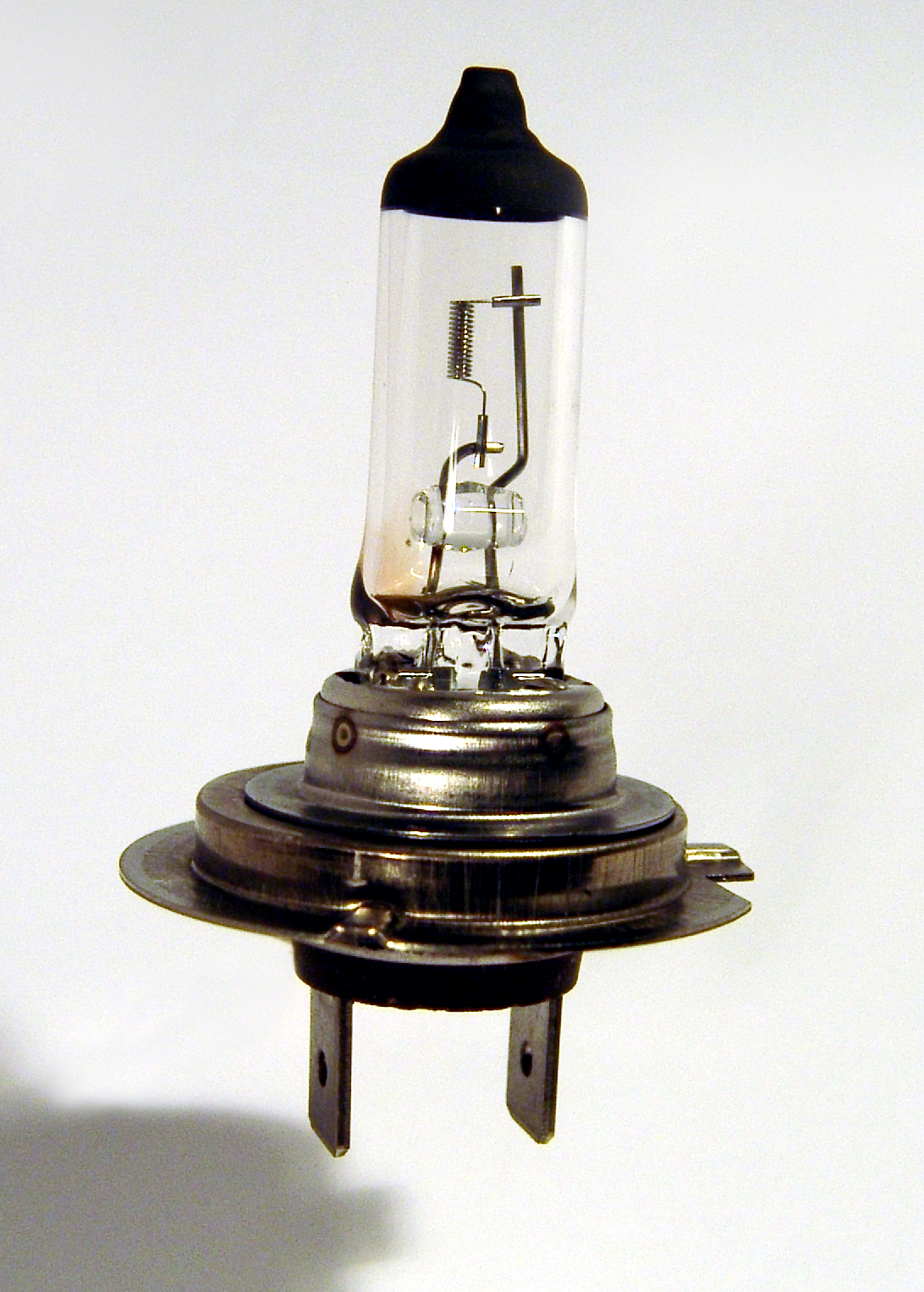
H7-Lampe, Sockel PX26d, 12 V, 55 W

## Stecksockel
- P13,5 – Prefocus-Sockel für Taschenlampen und Fahrradscheinwerfer: Blechbund am Sockel hat eine 90°-V-Ausnehmung zur Positionierung gegen Verdrehen. V unten bedeutet Glühfaden waagrecht, für Prefocus-Lampen (Glühfadenposition justiert), diese meist mit dünnwandigem elliptischen Glaskolben mit kegeliger Spitze oft zur formschlüssigen Aufnahme des Endes eines gewinkelt verlängerten Stützdrahts oder aber Halogenlampen mit kleinerem, dickwandigerem zylindrischen Quarzglaskolben. Sie wird in die Halterung gesteckt und durch die mechanische Spannung der Minuspol-Kontaktfeder in der Leuchtmittelaufnahme vor dem Herausfallen gesichert.
  - P13,5S (fokussierbar, größere Fertigungstoleranzen)[4] - Xenon- und Kryptonlampen für Taschenlampen; Halogen-Fahrradscheinwerfer, Halogen-Motorradbeleuchtung
  - PX13,5S (besser fokussierbar)[4][18]
    - HS2: Motorradscheinwerfer (Halogenlampe, 15W): HS2 nach:
      - DIN 49848-3:Jun2001 Form F[19] und
      - ECE R37

    - HS3: Fahrradscheinwerfer, Motorradblinklicht, Motorradstandlicht (Halogenlampe, 6V, 2,4W): HS3 nach:
      - DIN 49848-2:Jan1990[19] und
      - ECE R37 (1)-Germany[20]

    - HS4: Motorradbeleuchtung (Halogenlampe, 5W): HS4 nach:
      - DIN 49848-3:Jun2001 Form G[19] und
      - ECE R37
- MG5,7S/9: Miniaturlampen, etwa für Modellbau
- G17q: Besonders für Projektionslampen
- Bakelit-Stecksockel nach DIN 49601: Fernmeldelampe, umgangssprachlich auch Telefonstecklampe oder Telefonlampe genannt

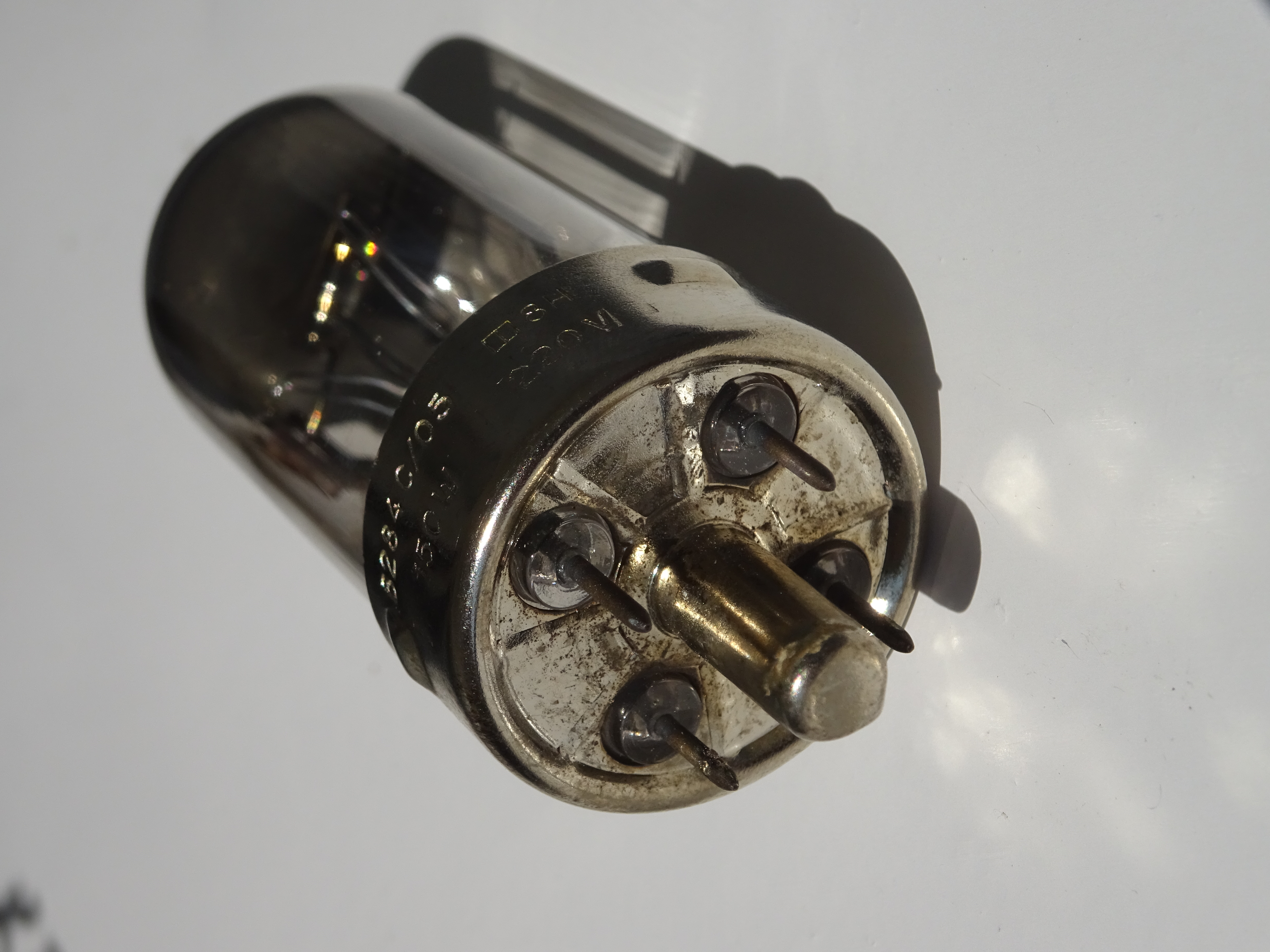
G17q Lampensockel
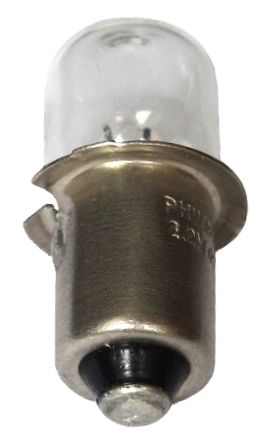
P13,5 Prefocus-Sockel
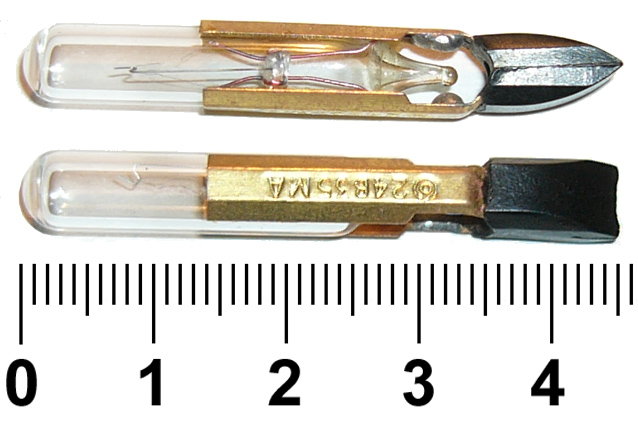
Fernmeldelampe aus russischer Fertigung, Sockel aus Bakelit ähnlich DIN 49601